# Lista monumentelor istorice din București, sector 3

Simbol pentru monumentele istorice

Lista monumentelor istorice din sectorul 3 cuprinde monumentele istorice din sectorul 3 al municipiului București înscrise în Patrimoniul cultural național al României. Lista completă este menținută și actualizată periodic de către Ministerul Culturii, Cultelor și Patrimoniului Național din România, ultima versiune datând din 2015.
Puteți căuta monumente istorice din orice sector folosind formularul de mai jos:
| Cod LMI                                             | Denumire                                                                         | Localitate           | Localizare | Datare, Creatori                                                                            | Imagine               | Erori             |
| --------------------------------------------------- | -------------------------------------------------------------------------------- | -------------------- | --- | ------------------------------------------------------------------------------------------- | --------------------- | ----------------- |
| B-I-s-B-17893 (RAN: 179132.34)                      | Piața Universității                                                              | municipiul București | În Piața Universității; carou cadastral 13 - 14; CB 44.43555°N 26.10234°E |                                                                                             | Alte imagini          | Raportează eroare |
| B-I-m-B-17893.01 (RAN: 179132.34.01)                | Fundațiile ansamblului „Sf. Sava”                                                | municipiul București | În Piața Universității; carou cadastral 13 - 14; CB 44.43554°N 26.10147°E | sec. XVII - XVIII                                                                           |                       | Raportează eroare |
| B-I-m-B-17893.02 (RAN: 179132.34.02)                | Necropolă                                                                        | municipiul București | În Piața Universității; carou cadastral 13 - 14; CB | sec. XVI - XVII                                                                             | Încarcă foto \| video | Raportează eroare |
| B-I-s-B-17897 (RAN: 179132.38)                      | Piața de Flori - fundațiile Bisericii Sf. Anton                                  | municipiul București | Între str. Șepcari și str. Franceză; carou cadastral 13 - 14; CB 44.43°N 26.10207°E | prima jum. sec. XVIII                                                                       |                       | Raportează eroare |
| B-I-s-B-17903 (RAN: 179132.44)                      | Situl arheologic Biserica Dobroteasa                                             | municipiul București | Între Calea Văcărești, str. V. Stanciu și Piscului; carou cadastral 17 - 18; AA' |                                                                                             | Încarcă foto \| video | Raportează eroare |
| B-I-m-B-17903.01 (RAN: 179132.44.02)                | Necropolă                                                                        | municipiul București | Între Calea Văcărești, str. V. Stanciu și Piscului; carou cadastral 17 - 18; AA' | sec. XVI - XVIII                                                                            | Încarcă foto \| video | Raportează eroare |
| B-I-s-B-17907 (RAN: 179132.48)                      | CET Dudești                                                                      | municipiul București | Cartierul Titan, pe malul stâng al Dâmboviței, la E de C.E.T. Dudești, suprapus de str. Drumul Lunca Dochiei, Drumul Lunca Veche, Drumul Lunca Cetății, Drumul Mierii și Drumul Malul Spart; carou cadastral 23 - 24; AA' și B' C' |                                                                                             | Încarcă foto \| video | Raportează eroare |
| B-I-m-B-17907.01 (RAN: 179132.48.02)                | Așezare                                                                          | municipiul București | Cartierul Titan, pe malul stâng al Dâmboviței, la E de C.E.T. Dudești, suprapus de str. Drumul Lunca Dochiei, Drumul Lunca Veche, Drumul Lunca Cetății, Drumul Mierii și Drumul Malul Spart; carou cadastral 23 - 24; AA' și B' C' 44.3993°N 26.1699°E | Latène                                                                                      |                       | Raportează eroare |
| B-I-m-B-17907.02 (RAN: 179132.48.01)                | Așezare                                                                          | municipiul București | Cartierul Titan, pe malul stâng al Dâmboviței, la E de C.E.T. Dudești, suprapus de str. Drumul Lunca Dochiei, Drumul Lunca Veche, Drumul Lunca Cetății, Drumul Mierii și Drumul Malul Spart; carou cadastral 23 - 24; AA' și B' C' | Epoca bronzului, cultura Glina III                                                          |                       | Raportează eroare |
| B-I-m-B-17908                                       | Ruinele Hanului Stavropoleos                                                     | municipiul București | Str. Poștei colț cu str. Stavropoleos | 1722-1724                                                                                   |                       | Raportează eroare |
| B-II-s-A-17909 (RAN: 179132.126)                    | Centrul istoric                                                                  | municipiul București | Delimitare: la Nord - Bd. Elisabeta (de la intersecția cu Calea Victoriei), Bd. Carol (până la intersecția cu str. Hristo Botev); la Est - str. Hristo Botev (de la intersecția cu Bd. Carol până la intersecția cu Bd. Corneliu Coposu); la Sud - Bd. Corneliu Coposu (de la intersecția cu str. Hristo Botev), Splaiul Independenței (până la intersecția cu Calea Victoriei); la Vest: Calea Victoriei (de la intersecția cu Splaiul Independenței până la intersecția cu Bd. Elisabeta) 44.43123°N 26.10085°E | sec. XVI - XX                                                                               |                       | Raportează eroare |
| B-II-s-B-17916                                      | Parcelarea Dristor                                                               | municipiul București | Str. Caloian Județul - str. lt. Aurel Botea - str. Dristor - Intr. Amazoanei - str. Cerceluș - str. Diligenței - str. Negoiu | 1915-1919                                                                                   | Încarcă foto \| video | Raportează eroare |
| B-I-m-B-17903.02 (RAN: 179132.44.01)                | Așezare                                                                          | municipiul București | Între Calea Văcărești, str. V. Stanciu și Piscului; carou cadastral 17 - 18; AA' | sec. XVI - XVIII                                                                            | Încarcă foto \| video | Raportează eroare |
| B-I-s-B-17899 (RAN: 179132.40)                      | Dealul Radu Vodă                                                                 | municipiul București | Pe malul drept al Dâmboviței, între Bd. Mărășești, Splaiul Unirii și str. Oițelor; carou cadastral 15 - 16; AA' |                                                                                             | Încarcă foto \| video | Raportează eroare |
| B-I-m-B-17899.01 (RAN: 179132.40.07)                | Necropolă                                                                        | municipiul București | Pe malul drept al Dâmboviței, între Bd. Mărășești, Splaiul Unirii și str. Oițelor; carou cadastral 15 - 16; AA' | sec. XV - XVIII                                                                             | Încarcă foto \| video | Raportează eroare |
| B-I-m-B-17899.02 (RAN: 179132.40.06)                | Așezare                                                                          | municipiul București | Pe malul drept al Dâmboviței, între Bd. Mărășești, Splaiul Unirii și str. Oițelor; carou cadastral 15 - 16; AA' | a doua jum. sec. XV - sec. XVI                                                              | Încarcă foto \| video | Raportează eroare |
| B-I-m-B-17899.03 (RAN: 179132.40.05)                | Așezare                                                                          | municipiul București | Pe malul drept al Dâmboviței, între Bd. Mărășești, Splaiul Unirii și str. Oițelor; carou cadastral 15 - 16; AA' | sec. IX - XI                                                                                | Încarcă foto \| video | Raportează eroare |
| B-I-m-B-17899.04 (RAN: 179132.40.04)                | Așezare                                                                          | municipiul București | Pe malul drept al Dâmboviței, între Bd. Mărășești, Splaiul Unirii și str. Oițelor; carou cadastral 15 - 16; AA' | sec. VI - VII                                                                               | Încarcă foto \| video | Raportează eroare |
| B-I-m-B-17899.05 (RAN: 179132.40.03)                | Așezare                                                                          | municipiul București | Pe malul drept al Dâmboviței, între Bd. Mărășești, Splaiul Unirii și str. Oițelor; carou cadastral 15 - 16; AA' | sec. IV                                                                                     | Încarcă foto \| video | Raportează eroare |
| B-I-m-B-17899.06 (RAN: 179132.40.02)                | Așezare                                                                          | municipiul București | Pe malul drept al Dâmboviței, între Bd. Mărășești, Splaiul Unirii și str. Oițelor; carou cadastral 15 - 16; AA' | Latène                                                                                      | Încarcă foto \| video | Raportează eroare |
| B-I-m-B-17899.07 (RAN: 179132.40.01)                | Așezare                                                                          | municipiul București | Pe malul drept al Dâmboviței, între Bd. Mărășești, Splaiul Unirii și str. Oițelor; carou cadastral 15 - 16; AA' | Epoca bronzului, cultura Glina III                                                          | Încarcă foto \| video | Raportează eroare |
| B-I-s-B-17894 (RAN: 179132.35)                      | Bd. I. C. Brătianu, nr. 1                                                        | municipiul București | Sub carosabilul Bd. I. C. Brătianu și în curtea Spitalului Colțea; carou cadastral 13 - 14; CB |                                                                                             | Încarcă foto \| video | Raportează eroare |
| B-I-m-B-17894.01 (RAN: 179132.35.01)                | Fundațiile turnului Colțea                                                       | municipiul București | Sub carosabilul Bd. I. C. Brătianu și în curtea Spitalului Colțea; carou cadastral 13 - 14; CB |                                                                                             |                       | Raportează eroare |
| B-I-m-B-17894.02 (RAN: 179132.35.02)                | Necropolă                                                                        | municipiul București | Sub carosabilul Bd. I. C. Brătianu și în curtea Spitalului Colțea; carou cadastral 13 - 14; CB | sec. XVIII - XIX                                                                            | Încarcă foto \| video | Raportează eroare |
| B-I-s-B-17895 (RAN: 179132.36)                      | Situl arheologic Biserica Sf. Gheorghe Nou                                       | municipiul București | Între Bd. I. C. Brătianu, str. Lipscani, Băniei și Cavafii Vechi; carou cadastral 13 - 14; AA' 44.4327°N 26.1037°E |                                                                                             |                       | Raportează eroare |
| B-I-m-B-17895.01 (RAN: 179132.36.03)                | Necropolă                                                                        | municipiul București | Între Bd. I. C. Brătianu, str. Lipscani, Băniei și Cavafii Vechi; carou cadastral 13 - 14; AA' | Epoca medievală                                                                             | Încarcă foto \| video | Raportează eroare |
| B-I-m-B-17895.02 (RAN: 179132.36.02)                | Fundațiile caselor egumenești                                                    | municipiul București | Între Bd. I. C. Brătianu, str. Lipscani, Băniei și Cavafii Vechi; carou cadastral 13 - 14; AA' | sec. XVII                                                                                   | Încarcă foto \| video | Raportează eroare |
| B-I-m-B-17895.03 (RAN: 179132.36.01)                | Fundațiile hanului „Sf. Gheorghe Nou”                                            | municipiul București | Între Bd. I. C. Brătianu, str. Lipscani, Băniei și Cavafii Vechi; carou cadastral 13 - 14; AA' | sec. XVII                                                                                   | Încarcă foto \| video | Raportează eroare |
| B-I-s-A-17896 (RAN: 179132.37)                      | Curtea Veche                                                                     | municipiul București | Între str. Covaci și str. Franceză; carou cadastral 13 - 14; CB 44.4301°N 26.101°E |                                                                                             | Alte imagini          | Raportează eroare |
| B-I-m-A-17896.01 (RAN: 179132.37.08)                | Ruinele Palatului domnesc                                                        | municipiul București | Între str. Covaci și str. Franceză; carou cadastral 13 - 14; CB | sec. XV - XVIII                                                                             |                       | Raportează eroare |
| B-I-m-A-17896.02 (RAN: 179132.37.07)                | Fundațiile cetății Bucureștilor                                                  | municipiul București | Între str. Covaci și str. Franceză; carou cadastral 13 - 14; CB | sec. XV                                                                                     | Încarcă foto \| video | Raportează eroare |
| B-I-m-A-17896.03 (RAN: 179132.37.06)                | Așezare                                                                          | municipiul București | Între str. Covaci și str. Franceză; carou cadastral 13 - 14; CB | sec. IX - XI                                                                                | Încarcă foto \| video | Raportează eroare |
| B-I-m-A-17896.04 (RAN: 179132.37.05)                | Așezare                                                                          | municipiul București | Între str. Covaci și str. Franceză; carou cadastral 13 - 14; CB | sec. VI - VII                                                                               | Încarcă foto \| video | Raportează eroare |
| B-I-m-A-17896.05 (RAN: 179132.37.04)                | Așezare                                                                          | municipiul București | Între str. Covaci și str. Franceză; carou cadastral 13 - 14; CB | sec. III - IV                                                                               | Încarcă foto \| video | Raportează eroare |
| B-I-m-A-17896.06 (RAN: 179132.37.03)                | Așezare                                                                          | municipiul București | Între str. Covaci și str. Franceză; carou cadastral 13 - 14; CB | Latène                                                                                      | Încarcă foto \| video | Raportează eroare |
| B-I-m-A-17896.07 (RAN: 179132.37.02)                | Așezare                                                                          | municipiul București | Între str. Covaci și str. Franceză; carou cadastral 13 - 14; CB | Epoca bronzului                                                                             | Încarcă foto \| video | Raportează eroare |
| B-I-m-A-17896.08 (RAN: 179132.37.01)                | Așezare                                                                          | municipiul București | Între str. Covaci și str. Franceză; carou cadastral 13 - 14; CB | Neolitic                                                                                    | Încarcă foto \| video | Raportează eroare |
| B-I-s-B-17900 (RAN: 179132.41)                      | Situl arheologic „Biserica Răsvan”                                               | municipiul București | Între Calea Moșilor, str. Cavafii Vechi și Florescu; carou cadastral 13 - 14; AA' |                                                                                             | Încarcă foto \| video | Raportează eroare |
| B-I-m-B-17900.01 (RAN: 179132.41.02)                | Necropolă                                                                        | municipiul București | Între Calea Moșilor, str. Cavafii Vechi și Florescu; carou cadastral 13 - 14; AA' | sec. XVII - XIX                                                                             | Încarcă foto \| video | Raportează eroare |
| B-I-m-B-17900.02 (RAN: 179132-.41.01)               | Așezare meșteșugărească                                                          | municipiul București | Între Calea Moșilor, str. Cavafii Vechi și Florescu; carou cadastral 13 - 14; AA' | sec. XV - XVI                                                                               | Încarcă foto \| video | Raportează eroare |
| B-I-s-B-17902 (RAN: 179132.43)                      | Foișorul Mavrocordaților                                                         | municipiul București | Pe malul stâng al Dâmboviței, spre str. Brândușelor, la intersecția str. Foișorului cu Reîntregirii; carou cadastral 17 - 18; B' C' |                                                                                             | Încarcă foto \| video | Raportează eroare |
| B-I-m-B-17902.01 (RAN: 179132.43.04)                | Fundațiile casei Mavrocordaților                                                 | municipiul București | Pe malul stâng al Dâmboviței, spre str. Brândușelor, la intersecția str. Foișorului cu Reîntregirii; carou cadastral 17 - 18; B' C' | sec. XVIII                                                                                  | Încarcă foto \| video | Raportează eroare |
| B-I-m-B-17902.02 (RAN: 179132.43.03)                | Necropolă                                                                        | municipiul București | Pe malul stâng al Dâmboviței, spre str. Brândușelor, la intersecția str. Foișorului cu Reîntregirii; carou cadastral 17 - 18; B' C' | sec. XVIII - XIX                                                                            | Încarcă foto \| video | Raportează eroare |
| B-I-m-B-17902.03 (RAN: 179132.43.02)                | Așezare                                                                          | municipiul București | Pe malul stâng al Dâmboviței, spre str. Brândușelor, la intersecția str. Foișorului cu Reîntregirii; carou cadastral 17 - 18; B' C' | sec. XVII - XIX                                                                             | Încarcă foto \| video | Raportează eroare |
| B-I-m-B-17902.04 (RAN: 179132.43.01)                | Așezare                                                                          | municipiul București | Pe malul stâng al Dâmboviței, spre str. Brândușelor, la intersecția str. Foișorului cu Reîntregirii; carou cadastral 17 - 18; B' C' | sec. VI - VII                                                                               | Încarcă foto \| video | Raportează eroare |
| B-II-s-B-17923                                      | Parcelarea Villacrosse                                                           | municipiul București | Str. Băniei - str. Cavafii Vechi - str. Colței - Bd. I. C. Brătianu | 1848                                                                                        | Încarcă foto \| video | Raportează eroare |
| B-II-m-B-19101                                      | Casă                                                                             | municipiul București | Str. Andrić Ivo 1 sector 3 | sf. sec. XIX - prima jum. sec. XX                                                           | Încarcă foto \| video | Raportează eroare |
| B-II-m-B-19102                                      | Casă                                                                             | municipiul București | Str. Andrić Ivo 2 sector 3 | sf. sec. XIX - prima jum. sec. XX                                                           | Încarcă foto \| video | Raportează eroare |
| B-II-m-B-19103                                      | Casă                                                                             | municipiul București | Str. Andrić Ivo 3 sector 3 | sf. sec. XIX - prima jum. sec. XX                                                           | Încarcă foto \| video | Raportează eroare |
| B-II-m-B-19104                                      | Casă                                                                             | municipiul București | Str. Andrić Ivo 4 sector 3 | sf. sec. XIX - prima jum. sec. XX                                                           |                       | Raportează eroare |
| B-II-m-B-19105                                      | Casă                                                                             | municipiul București | Str. Andrić Ivo 5 sector 3 | sf. sec. XIX - prima jum. sec. XX                                                           | Încarcă foto \| video | Raportează eroare |
| B-II-a-B-18056                                      | Ansamblul de arhitectură „Str. Baia de Fier nr. 1-7”                             | municipiul București | Str. Baia de Fier sector 3 | sf. sec. XIX                                                                                | Încarcă foto \| video | Raportează eroare |
| B-II-m-B-18057                                      | Casă                                                                             | municipiul București | Str. Baia de Fier 1A sector 3 | sf. sec. XIX                                                                                | Încarcă foto \| video | Raportează eroare |
| B-II-m-B-18058                                      | Casă                                                                             | municipiul București | Str. Baia de Fier 3 sector 3 44.43026°N 26.10552°E | sf. sec. XIX                                                                                | Încarcă foto \| video | Raportează eroare |
| B-II-m-B-18059                                      | Casă                                                                             | municipiul București | Str. Baia de Fier 4 sector 3 44.4303°N 26.10562°E | sf. sec. XIX                                                                                | Încarcă foto \| video | Raportează eroare |
| B-II-m-B-18060                                      | Casă                                                                             | municipiul București | Str. Baia de Fier 5 sector 3 44.43055°N 26.10581°E | sf. sec. XIX                                                                                | Alte imagini          | Raportează eroare |
| B-II-m-B-18061                                      | Casă                                                                             | municipiul București | Str. Baia de Fier 6 sector 3 44.43041°N 26.10573°E | sf. sec. XIX                                                                                | Încarcă foto \| video | Raportează eroare |
| B-II-m-B-18062                                      | Casă                                                                             | municipiul București | Str. Baia de Fier 8 sector 3 | sf. sec. XIX                                                                                | Încarcă foto \| video | Raportează eroare |
| B-II-m-B-18063                                      | Imobil                                                                           | municipiul București | Str. Baia de Fier 10 sector 3 44.43031°N 26.10612°E | sf. sec. XIX                                                                                | Încarcă foto \| video | Raportează eroare |
| B-II-m-A-18076 (RAN: 179132.64)                     | Biserica „Sf. Nicolae” - Udricani                                                | municipiul București | Str. Barasch Iuliu dr. 11 sector 3 44.42949°N 26.11°E | 1735, 1834, 1940                                                                            |                       | Raportează eroare |
| B-II-m-B-18077                                      | Casă                                                                             | municipiul București | Str. Barasch Iuliu dr. 15 sector 3 44.43°N 26.11°E | sf. sec. XIX                                                                                | Alte imagini          | Raportează eroare |
| B-II-a-A-18091                                      | Halele Uzinei „Malaxa”                                                           | municipiul București | Bd. Basarabia 256 sector 3 44.43449°N 26.18093°E | 1933                                                                                        | Încarcă foto \| video | Raportează eroare |
| B-II-a-A-18092                                      | Fabrica de țevi „Republica” (parțial)                                            | municipiul București | Bd. Basarabia 256A sector 3 | 1936-1938                                                                                   | Încarcă foto \| video | Raportează eroare |
| B-II-a-B-18098                                      | Ansamblul de arhitectură „Str. Băcani”                                           | municipiul București | Str. Băcani sector 3 | sf. sec. XIX                                                                                |                       | Raportează eroare |
| B-II-m-B-18099                                      | Casă                                                                             | municipiul București | Str. Băcani 3 sector 3 | sf. sec. XIX                                                                                |                       | Raportează eroare |
| B-II-m-B-18100                                      | Prăvălie                                                                         | municipiul București | Str. Băcani 4 sector 3 | sf. sec. XIX                                                                                |                       | Raportează eroare |
| B-II-a-B-18110                                      | Ansamblul de arhitectură „Str. Băniei”                                           | municipiul București | Str. Băniei sector 3 | sf. sec. XIX                                                                                | Încarcă foto \| video | Raportează eroare |
| B-II-m-B-18111                                      | Casă cu prăvălie                                                                 | municipiul București | Str. Băniei 3 sector 3 44.43299°N 26.10375°E | sf. sec. XIX                                                                                | Alte imagini          | Raportează eroare |
| B-II-m-B-18112                                      | Casă                                                                             | municipiul București | Str. Băniei 11 sector 3 44.43308°N 26.10437°E | sf. sec. XIX                                                                                | Alte imagini          | Raportează eroare |
| B-II-m-B-18113                                      | Casă                                                                             | municipiul București | Str. Băniei 15 sector 3 44.4331°N 26.10458°E | sf. sec. XIX                                                                                |                       | Raportează eroare |
| B-II-m-B-18114                                      | Casă                                                                             | municipiul București | Str. Băniei 17 sector 3 44.4332°N 26.1046°E | sf. sec. XIX                                                                                |                       | Raportează eroare |
| B-II-m-B-18115                                      | Casă                                                                             | municipiul București | Str. Băniei 19 sector 3 44.4332°N 26.1048°E | sf. sec. XIX                                                                                | Alte imagini          | Raportează eroare |
| B-II-m-B-18116                                      | Casă                                                                             | municipiul București | Str. Băniei 21 sector 3 44.4332°N 26.1051°E | sf. sec. XIX                                                                                | Alte imagini          | Raportează eroare |
| B-II-m-B-18117                                      | Casă                                                                             | municipiul București | Str. Băniei 23 sector 3 44.4332°N 26.1054°E | sf. sec. XIX                                                                                | Alte imagini          | Raportează eroare |
| B-II-m-B-18118 (RAN: 179132.57)                     | Biserica „Sf. Maria a Darurilor” - Bărăției                                      | municipiul București | Str. Bărăției 27 sector 3 44.4309°N 26.1039°E | sec. XVII, 1828                                                                             | Alte imagini          | Raportează eroare |
| B-II-m-B-18119                                      | Imobil                                                                           | municipiul București | Str. Bărăției 33 sector 3 44.43049°N 26.10466°E | sec. XIX                                                                                    | Încarcă foto \| video | Raportează eroare |
| B-II-m-B-18120                                      | Case                                                                             | municipiul București | Str. Bărăției 46-48 sector 3 | sec. XIX                                                                                    | Încarcă foto \| video | Raportează eroare |
| B-II-a-B-18158                                      | Ansamblul Bisericii Răsvan                                                       | municipiul București | Intr. Biserica Răsvan 3 sector 3 44.43291°N 26.10655°E | sec. XVIII                                                                                  |                       | Raportează eroare |
| B-II-m-B-18158.01 (RAN: 179132.66.01)               | Biserica „Adormirea Maicii Domnului”, „Sf. Filofteia” - Răsvan                   | municipiul București | Intr. Biserica Răsvan 3 sector 3 44.43284°N 26.1063°E | înc. sec. XVIII, 1847                                                                       | Alte imagini          | Raportează eroare |
| B-II-m-B-18158.02                                   | Casa parohială                                                                   | municipiul București | Intr. Biserica Răsvan 3 sector 3 | a doua jum. sec. XIX                                                                        | Încarcă foto \| video | Raportează eroare |
| B-II-m-B-18165                                      | Imobil                                                                           | municipiul București | Str. Blănari 1 sector 3 44.43257°N 26.1028°E | sf. sec. XIX                                                                                | Încarcă foto \| video | Raportează eroare |
| B-II-m-B-18166                                      | Casă                                                                             | municipiul București | Str. Blănari 2 sector 3 | sf. sec. XIX                                                                                |                       | Raportează eroare |
| B-II-m-B-18167                                      | Casă                                                                             | municipiul București | Str. Blănari 3 sector 3 44.43255°N 26.10256°E | sf. sec. XIX                                                                                |                       | Raportează eroare |
| B-II-m-B-18168                                      | Casă (nu mai există, fiind prăbușită în 15 mai 2013)                             | municipiul București | Str. Blănari 4 sector 3 | sf. sec. XIX                                                                                |                       | Raportează eroare |
| B-II-m-B-18169                                      | Casă (nu mai există, fiind prăbușită în 15 mai 2013)                             | municipiul București | Str. Blănari 6 sector 3 | sf. sec. XIX                                                                                | Încarcă foto \| video | Raportează eroare |
| B-II-m-B-18170                                      | Casă                                                                             | municipiul București | Str. Blănari 8 sector 3 | sf. sec. XIX                                                                                |                       | Raportează eroare |
| B-II-m-B-18171                                      | Casă                                                                             | municipiul București | Str. Blănari 9 sector 3 44.4325°N 26.10211°E | sf. sec. XIX                                                                                |                       | Raportează eroare |
| B-II-m-B-18172                                      | Casă                                                                             | municipiul București | Str. Blănari 10-12 sector 3 | sf. sec. XIX                                                                                |                       | Raportează eroare |
| B-II-m-B-18173                                      | Imobil (Clubul Arhitecților)                                                     | municipiul București | Str. Blănari 14 sector 3 44.43255°N 26.10186°E | prima jum. sec. XIX - sec. XX                                                               |                       | Raportează eroare |
| B-II-m-B-18174 (RAN: 179132.67)                     | Biserica „Sf. Nicolae“ - Șelari                                                  | municipiul București | Str. Blănari 16 sector 3 44.43261°N 26.10129°E | 1699-1700, sec. XVIII - XIX                                                                 | Alte imagini          | Raportează eroare |
| B-II-m-B-18175                                      | Casă                                                                             | municipiul București | Str. Blănari 16 sector 3 | sf. sec. XIX                                                                                | Alte imagini          | Raportează eroare |
| B-II-m-B-18180                                      | Casa Theodor Speranția                                                           | municipiul București | Str. Bolliac Cezar 12 sector 3 | sf. sec. XIX - prima jum. sec. XX                                                           | Încarcă foto \| video | Raportează eroare |
| B-II-a-B-18183                                      | Ansamblul de arhitectură „Bd. Hristo Botev”                                      | municipiul București | Bd. Botev Hristo sector 3 44.4353°N 26.1065°E | sf. sec. XIX - prima jum. sec. XX                                                           |                       | Raportează eroare |
| B-II-m-B-18184                                      | Clădirea Societății de Locuințe Ieftine                                          | municipiul București | Bd. Botev Hristo 1 sector 3 44.43599°N 26.10587°E | 1926                                                                                        | Încarcă foto \| video | Raportează eroare |
| B-II-m-B-18185                                      | Blocul Societatea „Astra Română“                                                 | municipiul București | Bd. Botev Hristo 2 sector 3 | sf. sec. XIX                                                                                | Alte imagini          | Raportează eroare |
| B-II-m-B-18186                                      | Imobil                                                                           | municipiul București | Bd. Botev Hristo 3 sector 3 | 1900                                                                                        | Încarcă foto \| video | Raportează eroare |
| B-II-m-B-18187                                      | Imobil                                                                           | municipiul București | Bd. Botev Hristo 4 sector 3 | sf. sec. XIX                                                                                |                       | Raportează eroare |
| B-II-m-B-18188                                      | Imobil                                                                           | municipiul București | Bd. Botev Hristo 6 sector 3 | sf. sec. XIX                                                                                | Alte imagini          | Raportează eroare |
| B-II-m-B-18189                                      | Imobil                                                                           | municipiul București | Bd. Botev Hristo 7 sector 3 | sf. sec. XIX                                                                                | Alte imagini          | Raportează eroare |
| B-II-m-B-18190                                      | Imobil                                                                           | municipiul București | Bd. Botev Hristo 8 sector 3 | sf. sec. XIX                                                                                | Încarcă foto \| video | Raportează eroare |
| B-II-m-B-18191                                      | Imobil                                                                           | municipiul București | Bd. Botev Hristo 9 sector 3 44.43467°N 26.10705°E | sf. sec. XIX                                                                                | Alte imagini          | Raportează eroare |
| B-II-m-B-18192                                      | Imobil                                                                           | municipiul București | Bd. Botev Hristo 11 sector 3 44.43465°N 26.10707°E | sf. sec. XIX                                                                                | Alte imagini          | Raportează eroare |
| B-II-m-B-18193                                      | Imobil                                                                           | municipiul București | Bd. Botev Hristo 12 sector 3 | sf. sec. XIX                                                                                | Alte imagini          | Raportează eroare |
| B-II-m-B-18194                                      | Imobil                                                                           | municipiul București | Bd. Botev Hristo 13 sector 3 44.4346°N 26.10709°E | sf. sec. XIX                                                                                | Alte imagini          | Raportează eroare |
| B-II-m-B-18195                                      | Imobil                                                                           | municipiul București | Bd. Botev Hristo 14 sector 3 | sf. sec. XIX                                                                                |                       | Raportează eroare |
| B-II-m-B-18196                                      | Imobil                                                                           | municipiul București | Bd. Botev Hristo 15 sector 3 44.43445°N 26.10729°E | sf. sec. XIX                                                                                | Alte imagini          | Raportează eroare |
| B-II-m-B-18197                                      | Imobil                                                                           | municipiul București | Bd. Botev Hristo 15A sector 3 | sf. sec. XIX                                                                                | Încarcă foto \| video | Raportează eroare |
| B-II-m-B-18198                                      | Școala Comercială „N. Krețulescu”                                                | municipiul București | Bd. Botev Hristo 17-19 sector 3 44.4335°N 26.10834°E | 1889                                                                                        | Alte imagini          | Raportează eroare |
| B-II-m-B-18199                                      | Imobil                                                                           | municipiul București | Bd. Botev Hristo 20 sector 3 44.42529°N 26.10552°E | sf. sec. XIX                                                                                | Alte imagini          | Raportează eroare |
| B-II-m-B-18200                                      | Imobil                                                                           | municipiul București | Bd. Botev Hristo 21 sector 3 | sf. sec. XIX                                                                                | Încarcă foto \| video | Raportează eroare |
| B-II-m-B-18201                                      | Imobil                                                                           | municipiul București | Bd. Botev Hristo 22 sector 3 | prima jum. sec. XX                                                                          |                       | Raportează eroare |
| B-II-m-B-18202                                      | Imobil                                                                           | municipiul București | Bd. Botev Hristo 24 sector 3 | prima jum. sec. XX                                                                          |                       | Raportează eroare |
| B-II-m-B-18203                                      | Casă                                                                             | municipiul București | Bd. Botev Hristo 25 sector 3 | sf. sec. XIX                                                                                | Încarcă foto \| video | Raportează eroare |
| B-II-m-B-18204                                      | Imobil                                                                           | municipiul București | Bd. Botev Hristo 26 sector 3 | prima jum. sec. XX                                                                          |                       | Raportează eroare |
| B-II-m-B-18205                                      | Imobil                                                                           | municipiul București | Bd. Botev Hristo 27 sector 3 | prima jum. sec. XX                                                                          | Încarcă foto \| video | Raportează eroare |
| B-II-m-B-18206                                      | Casă                                                                             | municipiul București | Bd. Botev Hristo 28 sector 3 44.43313°N 26.10869°E | sf. sec. XIX                                                                                | Alte imagini          | Raportează eroare |
| B-II-m-B-18207                                      | Casă                                                                             | municipiul București | Bd. Botev Hristo 29 sector 3 44.43181°N 26.10904°E | sf. sec. XIX                                                                                | Alte imagini          | Raportează eroare |
| B-II-m-B-18208                                      | Imobil                                                                           | municipiul București | Bd. Botev Hristo 30 sector 3 44.43332°N 26.10842°E | înc. sec. XX                                                                                |                       | Raportează eroare |
| B-II-m-B-18209                                      | Blocul „Gold”                                                                    | municipiul București | Bd. Botev Hristo 34 sector 3 44.43268°N 26.10898°E | înc. sec. XX                                                                                |                       | Raportează eroare |
| B-II-m-B-18210                                      | Casă                                                                             | municipiul București | Bd. Botev Hristo 36 sector 3 44.42529°N 26.10552°E | sec. XIX                                                                                    | Alte imagini          | Raportează eroare |
| B-II-m-B-18211                                      | Casă                                                                             | municipiul București | Bd. Botev Hristo 38 sector 3 | sf. sec. XIX                                                                                | Alte imagini          | Raportează eroare |
| B-II-m-B-18212                                      | Imobil                                                                           | municipiul București | Bd. Botev Hristo 40 sector 3 | sf. sec. XIX - prima jum. sec. XX                                                           |                       | Raportează eroare |
| B-II-m-B-18213                                      | Casă                                                                             | municipiul București | Bd. Botev Hristo 44 sector 3 | sf. sec. XIX                                                                                | Alte imagini          | Raportează eroare |
| B-II-m-B-18219                                      | Fosta Secție Amidon „Fulgerul” Bragadiru                                         | municipiul București | Str. Brăilița 28 sector 3 | sf. sec. XIX - prima jum. sec. XX                                                           | Încarcă foto \| video | Raportează eroare |
| B-II-a-A-18220                                      | Ansamblul Colțea                                                                 | municipiul București | Bd. Brătianu I. C. 1 sector 3 44.43521°N 26.10252°E | sec. XVIII                                                                                  |                       | Raportează eroare |
| B-II-m-A-18220.01 (RAN: 179132.77.01, 179132.77.02) | Biserica „Trei Ierarhi“ - Colțea                                                 | municipiul București | Bd. Brătianu I. C. 1 sector 3 44.43465°N 26.10255°E | 1702                                                                                        | Alte imagini          | Raportează eroare |
| B-II-m-A-18220.02                                   | Spitalul Colțea                                                                  | municipiul București | Bd. Brătianu I. C. 1 sector 3 44.43428°N 26.10321°E | 1887 Joseph J.Schiffeleers, George Mandrea (arhitect)                                       | Alte imagini          | Raportează eroare |
| B-II-m-A-18221                                      | Palatul Suțu                                                                     | municipiul București | Bd. Brătianu I. C. 2 sector 3 44.43481°N 26.10222°E | 1830, sf. sec. XIX Conrad Schwink, Johann Veit (arhitect)                                   | Alte imagini          | Raportează eroare |
| B-II-m-B-18222                                      | Imobil                                                                           | municipiul București | Bd. Brătianu I. C. 10 sector 3 | sf. sec. XIX                                                                                | Încarcă foto \| video | Raportează eroare |
| B-II-m-B-18223                                      | Imobil                                                                           | municipiul București | Bd. Brătianu I. C. 18 sector 3 | sf. sec. XIX                                                                                | Încarcă foto \| video | Raportează eroare |
| B-II-m-B-18224                                      | Imobil                                                                           | municipiul București | Bd. Brătianu I. C. 21 sector 3 | sf. sec. XIX                                                                                | Încarcă foto \| video | Raportează eroare |
| B-II-m-A-18225 (RAN: 179132.69)                     | Biserica „Sf. Gheorghe Nou“                                                      | municipiul București | Bd. Brătianu I. C. 49 sector 3 44.43255°N 26.10433°E | 1705, sec. XVI - XX                                                                         |                       | Raportează eroare |
| B-II-a-B-18273                                      | Ansamblul de arhitectură „Str. Radu Calomfirescu nr. 9-15; 10-16”                | municipiul București | Str. Calomfirescu Radu sector 3 | sf. sec. XIX - înc. XX                                                                      |                       | Raportează eroare |
| B-II-m-B-18274                                      | Casă                                                                             | municipiul București | Str. Calomfirescu Radu 1 sector 3 | sf. sec. XIX                                                                                |                       | Raportează eroare |
| B-II-m-B-18275                                      | Casă                                                                             | municipiul București | Str. Calomfirescu Radu 3 sector 3 | sf. sec. XIX                                                                                | Alte imagini          | Raportează eroare |
| B-II-m-B-18276                                      | Casă                                                                             | municipiul București | Str. Calomfirescu Radu 4bis sector 3 | sf. sec. XIX                                                                                | Alte imagini          | Raportează eroare |
| B-II-m-B-18277                                      | Casă                                                                             | municipiul București | Str. Calomfirescu Radu 5 sector 3 | sf. sec. XIX                                                                                | Alte imagini          | Raportează eroare |
| B-II-m-B-18278                                      | Casă                                                                             | municipiul București | Str. Calomfirescu Radu 6 sector 3 44.43256°N 26.10753°E | sf. sec. XIX                                                                                | Alte imagini          | Raportează eroare |
| B-II-m-B-18279                                      | Bloc locuințe                                                                    | municipiul București | Str. Calomfirescu Radu 7 sector 3 | 1931                                                                                        |                       | Raportează eroare |
| B-II-m-B-18280                                      | Casă                                                                             | municipiul București | Str. Calomfirescu Radu 9 sector 3 | sf. sec. XIX                                                                                | Alte imagini          | Raportează eroare |
| B-II-m-B-18281                                      | Casă                                                                             | municipiul București | Str. Calomfirescu Radu 10 sector 3 | sf. sec. XIX                                                                                | Alte imagini          | Raportează eroare |
| B-II-m-B-18282                                      | Casă                                                                             | municipiul București | Str. Calomfirescu Radu 11 sector 3 | sf. sec. XIX                                                                                | Alte imagini          | Raportează eroare |
| B-II-m-B-18283                                      | Casa arh. L. Negresco                                                            | municipiul București | Str. Calomfirescu Radu 12 sector 3 | sf. sec. XIX                                                                                | Alte imagini          | Raportează eroare |
| B-II-m-B-18284                                      | Casă                                                                             | municipiul București | Str. Calomfirescu Radu 13 sector 3 | sf. sec. XIX                                                                                | Alte imagini          | Raportează eroare |
| B-II-m-B-18285                                      | Casă                                                                             | municipiul București | Str. Calomfirescu Radu 14 sector 3 | sf. sec. XIX                                                                                |                       | Raportează eroare |
| B-II-m-B-18286                                      | Casa „cu geamuri bombate”, casa N. Paulescu                                      | municipiul București | Str. Calomfirescu Radu 15 sector 3 | 1861                                                                                        | Alte imagini          | Raportează eroare |
| B-II-m-B-18287                                      | Casă                                                                             | municipiul București | Str. Calomfirescu Radu 16 sector 3 | sf. sec. XIX                                                                                | Alte imagini          | Raportează eroare |
| B-II-m-B-18306                                      | Banca de Comerț Exterior                                                         | municipiul București | Str. Carada Eugeniu 1-3 sector 3 | 1910                                                                                        | 150px                 | Raportează eroare |
| B-II-m-B-18307                                      | Casa I. L. Caragiale                                                             | municipiul București | Str. Caragiale I. L. 3 sector 3 | sf. sec. XIX - prima jum. sec. XX                                                           | Încarcă foto \| video | Raportează eroare |
| B-II-m-A-18309                                      | Palatul Ministerului Agriculturii și Domeniilor                                  | municipiul București | Bd. Carol I 4 sector 3 44.4354°N 26.1043°E | 1896 Louis Pierre Blanc (arhitect)                                                          | Alte imagini          | Raportează eroare |
| B-II-m-B-18310                                      | Casă                                                                             | municipiul București | Bd. Carol I 6 sector 3 44.43585°N 26.10479°E | sf. sec. XIX                                                                                | Alte imagini          | Raportează eroare |
| B-II-m-B-18311                                      | Casă                                                                             | municipiul București | Bd. Carol I 8 sector 3 44.4359°N 26.10505°E | sf. sec. XIX                                                                                |                       | Raportează eroare |
| B-II-m-B-18312                                      | Casă                                                                             | municipiul București | Bd. Carol I 10 sector 3 44.43596°N 26.1054°E | sf. sec. XIX                                                                                | Alte imagini          | Raportează eroare |
| B-II-m-B-18313                                      | Fostul Imobil „Astra”                                                            | municipiul București | Bd. Carol I 12 sector 3 44.43601°N 26.10571°E | înc. sec. XX                                                                                |                       | Raportează eroare |
| B-II-m-B-18341                                      | Casă                                                                             | municipiul București | Str. Cavafii Vechi 11 sector 3 44.433°N 26.1057°E | sf. sec. XIX - prima jum. sec. XX                                                           |                       | Raportează eroare |
| B-II-m-B-18342                                      | Casă                                                                             | municipiul București | Str. Cavafii Vechi 13 sector 3 44.4329°N 26.1057°E | sf. sec. XIX - prima jum. sec. XX                                                           |                       | Raportează eroare |
| B-II-m-B-18344                                      | Imobil                                                                           | municipiul București | Calea Călărașilor 34 sector 3 44.43274°N 26.11256°E | prima jum. sec. XX                                                                          |                       | Raportează eroare |
| B-II-m-B-18345                                      | Imobil                                                                           | municipiul București | Calea Călărașilor 36 sector 3 44.43278°N 26.11281°E | prima jum. sec. XX                                                                          |                       | Raportează eroare |
| B-II-m-B-18346                                      | Imobil                                                                           | municipiul București | Calea Călărașilor 36A sector 3 44.43278°N 26.11281°E | prima jum. sec. XX                                                                          |                       | Raportează eroare |
| B-II-m-B-18347                                      | Imobil                                                                           | municipiul București | Calea Călărașilor 38 sector 3 44.43283°N 26.11329°E | prima jum. sec. XX                                                                          |                       | Raportează eroare |
| B-II-m-B-18348                                      | Imobil                                                                           | municipiul București | Calea Călărașilor 42 sector 3 44.43289°N 26.1137°E | prima jum. sec. XX                                                                          |                       | Raportează eroare |
| B-II-m-B-18349                                      | Imobil                                                                           | municipiul București | Calea Călărașilor 44 sector 3 44.43292°N 26.11401°E | prima jum. sec. XX                                                                          |                       | Raportează eroare |
| B-II-m-B-18350                                      | Imobil                                                                           | municipiul București | Calea Călărașilor 46 sector 3 44.43297°N 26.11433°E | prima jum. sec. XX                                                                          |                       | Raportează eroare |
| B-II-m-B-18351                                      | Casă                                                                             | municipiul București | Calea Călărașilor 48 sector 3 44.43299°N 26.1145°E | sf. sec. XIX - prima jum. sec. XX                                                           | Încarcă foto \| video | Raportează eroare |
| B-II-m-B-18352                                      | Casă                                                                             | municipiul București | Calea Călărașilor 54 sector 3 44.43307°N 26.11488°E | sf. sec. XIX                                                                                | Încarcă foto \| video | Raportează eroare |
| B-II-m-B-18353                                      | Casă                                                                             | municipiul București | Calea Călărașilor 57 sector 3 44.43291°N 26.11252°E | sf. sec. XIX                                                                                |                       | Raportează eroare |
| B-II-m-B-18354                                      | Casă                                                                             | municipiul București | Calea Călărașilor 57A sector 3 44.43291°N 26.11252°E | sf. sec. XIX                                                                                | Încarcă foto \| video | Raportează eroare |
| B-II-m-B-18355                                      | Casă                                                                             | municipiul București | Calea Călărașilor 58 sector 3 44.4331°N 26.11512°E | sf. sec. XIX                                                                                |                       | Raportează eroare |
| B-II-m-B-18356                                      | Casă                                                                             | municipiul București | Calea Călărașilor 59 sector 3 44.43297°N 26.11288°E | sf. sec. XIX                                                                                | Alte imagini          | Raportează eroare |
| B-II-m-B-18357                                      | Casă                                                                             | municipiul București | Calea Călărașilor 61 sector 3 44.43303°N 26.11324°E | sf. sec. XIX                                                                                | Alte imagini          | Raportează eroare |
| B-II-m-B-18358                                      | Casă                                                                             | municipiul București | Calea Călărașilor 62 sector 3 44.43314°N 26.11543°E | sf. sec. XIX                                                                                |                       | Raportează eroare |
| B-II-m-B-18359                                      | Casă                                                                             | municipiul București | Calea Călărașilor 64 sector 3 44.43316°N 26.11554°E | sf. sec. XIX                                                                                |                       | Raportează eroare |
| B-II-m-B-18360                                      | Casă                                                                             | municipiul București | Calea Călărașilor 66 sector 3 44.43317°N 26.11566°E | sf. sec. XIX                                                                                |                       | Raportează eroare |
| B-II-m-B-18361                                      | Casă                                                                             | municipiul București | Calea Călărașilor 67 sector 3 44.433°N 26.11218°E | sf. sec. XIX                                                                                |                       | Raportează eroare |
| B-II-m-B-18362                                      | Casă                                                                             | municipiul București | Calea Călărașilor 69 sector 3 44.43311°N 26.11398°E | sf. sec. XIX                                                                                | Alte imagini          | Raportează eroare |
| B-II-m-B-18363                                      | Casă                                                                             | municipiul București | Calea Călărașilor 72 sector 3 44.43322°N 26.11626°E | sf. sec. XIX                                                                                |                       | Raportează eroare |
| B-II-m-B-18364                                      | Casă                                                                             | municipiul București | Calea Călărașilor 74 sector 3 44.43322°N 26.11641°E | sf. sec. XIX                                                                                |                       | Raportează eroare |
| B-II-m-B-18365                                      | Casă                                                                             | municipiul București | Calea Călărașilor 77 sector 3 44.43321°N 26.11486°E | sf. sec. XIX                                                                                | Alte imagini          | Raportează eroare |
| B-II-m-B-18366                                      | Casă                                                                             | municipiul București | Calea Călărașilor 78 sector 3 44.43322°N 26.11664°E | sf. sec. XIX                                                                                |                       | Raportează eroare |
| B-II-m-B-18367                                      | Casă                                                                             | municipiul București | Calea Călărașilor 82 sector 3 44.43321°N 26.11681°E | sf. sec. XIX                                                                                |                       | Raportează eroare |
| B-II-m-A-18368 (RAN: 179132.70)                     | Biserica „Sf. Ștefan” - Călărași                                                 | municipiul București | Calea Călărașilor 83 sector 3 44.43348°N 26.1158°E | 1768                                                                                        | Alte imagini          | Raportează eroare |
| B-II-m-B-18369                                      | Casă                                                                             | municipiul București | Calea Călărașilor 84 sector 3 44.43321°N 26.11693°E | sf. sec. XIX                                                                                |                       | Raportează eroare |
| B-II-m-B-18370                                      | Imobil                                                                           | municipiul București | Calea Călărașilor 85 sector 3 44.43337°N 26.11627°E | sf. sec. XIX                                                                                | Alte imagini          | Raportează eroare |
| B-II-m-B-18371                                      | Imobil                                                                           | municipiul București | Calea Călărașilor 87 sector 3 44.43337°N 26.11648°E | sf. sec. XIX                                                                                |                       | Raportează eroare |
| B-II-m-B-18372                                      | Casă                                                                             | municipiul București | Calea Călărașilor 88 sector 3 44.43319°N 26.1174°E | sf. sec. XIX                                                                                |                       | Raportează eroare |
| B-II-m-B-18373                                      | Casă                                                                             | municipiul București | Calea Călărașilor 89 sector 3 44.43337°N 26.11662°E | sf. sec. XIX                                                                                |                       | Raportează eroare |
| B-II-m-B-18374                                      | Casă                                                                             | municipiul București | Calea Călărașilor 91 sector 3 | sf. sec. XIX                                                                                |                       | Raportează eroare |
| B-II-m-B-18375                                      | Casă                                                                             | municipiul București | Calea Călărașilor 92 sector 3 44.43318°N 26.11772°E | sf. sec. XIX                                                                                |                       | Raportează eroare |
| B-II-m-B-18376                                      | Casă                                                                             | municipiul București | Calea Călărașilor 93 sector 3 | sf. sec. XIX                                                                                |                       | Raportează eroare |
| B-II-m-B-18377                                      | Casă                                                                             | municipiul București | Calea Călărașilor 96 sector 3 44.43318°N 26.11821°E | sec. XIX-XX                                                                                 | Încarcă foto \| video | Raportează eroare |
| B-II-m-B-18378                                      | Casă de târgoveț                                                                 | municipiul București | Calea Călărașilor 97 sector 3 44.43334°N 26.11724°E | sf. sec. XIX                                                                                |                       | Raportează eroare |
| B-II-m-B-18379                                      | Casă                                                                             | municipiul București | Calea Călărașilor 101 sector 3 44.43335°N 26.11749°E | sf. sec. XIX                                                                                |                       | Raportează eroare |
| B-II-m-B-18380                                      | Casă                                                                             | municipiul București | Calea Călărașilor 103 sector 3 44.43333°N 26.11767°E | sec. XIX-XX                                                                                 |                       | Raportează eroare |
| B-II-m-B-18381                                      | Casă                                                                             | municipiul București | Calea Călărașilor 105 sector 3 44.43331°N 26.11814°E | sf. sec. XIX                                                                                | Alte imagini          | Raportează eroare |
| B-II-m-B-18382                                      | Casă                                                                             | municipiul București | Calea Călărașilor 106 sector 3 44.43316°N 26.11883°E | sf. sec. XIX                                                                                |                       | Raportează eroare |
| B-II-m-B-18383                                      | Casă                                                                             | municipiul București | Calea Călărașilor 107 sector 3 44.43331°N 26.11833°E | sf. sec. XIX                                                                                |                       | Raportează eroare |
| B-II-m-B-18384                                      | Casă                                                                             | municipiul București | Calea Călărașilor 108 sector 3 44.43315°N 26.11898°E | sf. sec. XIX                                                                                |                       | Raportează eroare |
| B-II-m-B-18385                                      | Casă                                                                             | municipiul București | Calea Călărașilor 109 sector 3 44.43331°N 26.11842°E | sf. sec. XIX                                                                                |                       | Raportează eroare |
| B-II-m-B-18386                                      | Casă                                                                             | municipiul București | Calea Călărașilor 110 sector 3 44.43314°N 26.11916°E | sf. sec. XIX                                                                                |                       | Raportează eroare |
| B-II-m-B-18387                                      | Casă                                                                             | municipiul București | Calea Călărașilor 111 sector 3 44.4333°N 26.11854°E | 1895                                                                                        |                       | Raportează eroare |
| B-II-m-B-18388                                      | Casă                                                                             | municipiul București | Calea Călărașilor 124 sector 3 | sf. sec. XIX                                                                                | Încarcă foto \| video | Raportează eroare |
| B-II-m-B-18389                                      | Casă                                                                             | municipiul București | Calea Călărașilor 126 sector 3 44.433°N 26.12064°E | sf. sec. XIX                                                                                | Încarcă foto \| video | Raportează eroare |
| B-II-m-B-18390                                      | Casă                                                                             | municipiul București | Calea Călărașilor 129 sector 3 44.43323°N 26.11981°E | sf. sec. XIX                                                                                |                       | Raportează eroare |
| B-II-m-B-18391                                      | Casă                                                                             | municipiul București | Calea Călărașilor 130 sector 3 44.4329°N 26.12134°E | sf. sec. XIX                                                                                |                       | Raportează eroare |
| B-II-m-B-18392                                      | Casă                                                                             | municipiul București | Calea Călărașilor 132 sector 3 44.43287°N 26.12157°E | sf. sec. XIX - prima jum. sec. XX                                                           |                       | Raportează eroare |
| B-II-m-A-18393                                      | Hala Traian                                                                      | municipiul București | Calea Călărașilor 133 sector 3 44.433°N 26.121°E | 1896 Giulio Magni (arhitect)                                                                | Alte imagini          | Raportează eroare |
| B-II-m-B-18394                                      | Casă                                                                             | municipiul București | Calea Călărașilor 134 sector 3 44.43285°N 26.12172°E | sf. sec. XIX                                                                                |                       | Raportează eroare |
| B-II-m-B-18395                                      | Casă                                                                             | municipiul București | Calea Călărașilor 136 sector 3 44.4328°N 26.12207°E | prima jum. sec. XX                                                                          |                       | Raportează eroare |
| B-II-m-B-18396                                      | Imobil                                                                           | municipiul București | Calea Călărașilor 137 sector 3 44.43305°N 26.12147°E | prima jum. sec. XX                                                                          |                       | Raportează eroare |
| B-II-m-B-18397                                      | Casă                                                                             | municipiul București | Calea Călărașilor 139 sector 3 44.433°N 26.12173°E | sf. sec. XIX                                                                                |                       | Raportează eroare |
| B-II-m-B-18398                                      | Casă                                                                             | municipiul București | Calea Călărașilor 141 sector 3 44.43298°N 26.12186°E | sf. sec. XIX                                                                                | Încarcă foto \| video | Raportează eroare |
| B-II-m-B-18399                                      | Casă                                                                             | municipiul București | Calea Călărașilor 142 sector 3 44.43274°N 26.12246°E | sf. sec. XIX                                                                                | Alte imagini          | Raportează eroare |
| B-II-m-B-18400                                      | Imobil                                                                           | municipiul București | Calea Călărașilor 144 sector 3 | prima jum. sec. XX                                                                          |                       | Raportează eroare |
| B-II-m-B-18401                                      | Casă                                                                             | municipiul București | Calea Călărașilor 146 sector 3 | sf. sec. XIX                                                                                |                       | Raportează eroare |
| B-II-m-B-18402                                      | Imobil                                                                           | municipiul București | Calea Călărașilor 148 sector 3 44.43269°N 26.12289°E | 1909                                                                                        |                       | Raportează eroare |
| B-II-m-B-18404                                      | Imobil                                                                           | municipiul București | Calea Călărașilor 151 sector 3 44.43287°N 26.12261°E | sf. sec. XIX - prima jum. sec. XX                                                           |                       | Raportează eroare |
| B-II-m-B-18405                                      | Imobil                                                                           | municipiul București | Calea Călărașilor 152 sector 3 44.43264°N 26.12316°E | prima jum. sec. XX                                                                          |                       | Raportează eroare |
| B-II-m-B-18406                                      | Fostul Cinematograf „Arta”                                                       | municipiul București | Calea Călărașilor 153 sector 3 44.43284°N 26.12282°E | sf. sec. XIX - prima jum. sec. XX                                                           |                       | Raportează eroare |
| B-II-m-B-18407                                      | Casă                                                                             | municipiul București | Calea Călărașilor 155 sector 3 44.43281°N 26.12298°E | prima jum. sec. XX                                                                          |                       | Raportează eroare |
| B-II-m-B-18408                                      | Casă                                                                             | municipiul București | Calea Călărașilor 163 sector 3 44.43273°N 26.12361°E | prima jum. sec. XX                                                                          |                       | Raportează eroare |
| B-II-m-B-18409                                      | Casă                                                                             | municipiul București | Calea Călărașilor 255 sector 3 | prima jum. sec. XX                                                                          | Încarcă foto \| video | Raportează eroare |
| B-II-a-B-18410                                      | Ansamblul de arhitectură „Str. Căldărari”                                        | municipiul București | Str. Căldărari sector 3 | sf. sec. XIX - prima jum. sec. XX                                                           | Încarcă foto \| video | Raportează eroare |
| B-II-m-B-18412                                      | Casă                                                                             | municipiul București | Str. Căuzași 26 sector 3 44.42867°N 26.11291°E | sf. sec. XIX - prima jum. sec. XX                                                           | Încarcă foto \| video | Raportează eroare |
| B-II-m-B-18413                                      | Casă                                                                             | municipiul București | Str. Căuzași 29 sector 3 44.4288°N 26.11268°E | sf. sec. XIX - prima jum. sec. XX                                                           |                       | Raportează eroare |
| B-II-m-B-18414                                      | Casă                                                                             | municipiul București | Str. Căuzași 31 sector 3 44.42894°N 26.1129°E | sf. sec. XIX - prima jum. sec. XX                                                           | Încarcă foto \| video | Raportează eroare |
| B-II-m-B-18415                                      | Casă                                                                             | municipiul București | Str. Căuzași 33 sector 3 44.42896°N 26.11304°E | sf. sec. XIX - prima jum. sec. XX                                                           |                       | Raportează eroare |
| B-II-m-B-18416                                      | Casă                                                                             | municipiul București | Str. Căuzași 38 sector 3 44.42962°N 26.11431°E | sf. sec. XIX - prima jum. sec. XX                                                           |                       | Raportează eroare |
| B-II-m-B-18417                                      | Casă                                                                             | municipiul București | Str. Căuzași 40 sector 3 44.42971°N 26.11438°E | sf. sec. XIX - prima jum. sec. XX                                                           |                       | Raportează eroare |
| B-II-m-B-18418                                      | Casă                                                                             | municipiul București | Str. Căuzași 43 sector 3 44.42958°N 26.11401°E | sf. sec. XIX - prima jum. sec. XX                                                           |                       | Raportează eroare |
| B-II-m-B-18445                                      | Imobil                                                                           | municipiul București | Str. Colței 1 sector 3 44.4339°N 26.105°E | sf. sec. XIX                                                                                |                       | Raportează eroare |
| B-II-m-B-18446                                      | Imobil                                                                           | municipiul București | Str. Colței 2 sector 3 44.43368°N 26.10357°E | sf. sec. XIX                                                                                | Alte imagini          | Raportează eroare |
| B-II-m-B-18447                                      | Casă                                                                             | municipiul București | Str. Colței 3 sector 3 44.43393°N 26.10498°E | sf. sec. XIX                                                                                | Alte imagini          | Raportează eroare |
| B-II-m-B-18448                                      | Casă                                                                             | municipiul București | Str. Colței 4 sector 3 44.43369°N 26.10367°E | sf. sec. XIX                                                                                | Alte imagini          | Raportează eroare |
| B-II-m-B-18449                                      | Casă                                                                             | municipiul București | Str. Colței 5 sector 3 44.43402°N 26.10512°E | sf. sec. XIX                                                                                | Alte imagini          | Raportează eroare |
| B-II-m-B-18450                                      | Casă                                                                             | municipiul București | Str. Colței 6 sector 3 44.4337°N 26.10379°E | sf. sec. XIX                                                                                | Alte imagini          | Raportează eroare |
| B-II-m-B-18451                                      | Casă                                                                             | municipiul București | Str. Colței 7 sector 3 | sf. sec. XIX                                                                                | Alte imagini          | Raportează eroare |
| B-II-m-B-18452                                      | Locuință cu prăvalie, fațadă 1848                                                | municipiul București | Str. Colței 8 sector 3 | 1848                                                                                        | Încarcă foto \| video | Raportează eroare |
| B-II-m-B-18453                                      | Imobil                                                                           | municipiul București | Str. Colței 9 sector 3 44.43422°N 26.10539°E | sf. sec. XIX                                                                                | Alte imagini          | Raportează eroare |
| B-II-m-B-18454                                      | Casă                                                                             | municipiul București | Str. Colței 16 sector 3 | sf. sec. XIX                                                                                | Încarcă foto \| video | Raportează eroare |
| B-II-m-B-18455                                      | Casă                                                                             | municipiul București | Str. Colței 18 sector 3 44.43378°N 26.10446°E | sf. sec. XIX                                                                                | Alte imagini          | Raportează eroare |
| B-II-m-B-18456                                      | Casă                                                                             | municipiul București | Str. Colței 20 sector 3 | cca. 1865                                                                                   | Încarcă foto \| video | Raportează eroare |
| B-II-m-B-18457                                      | Casă                                                                             | municipiul București | Str. Colței 21 sector 3 44.43453°N 26.10585°E | sf. sec. XIX                                                                                | Alte imagini          | Raportează eroare |
| B-II-m-B-18458                                      | Casă                                                                             | municipiul București | Str. Colței 22 sector 3 44.43379°N 26.10458°E | sf. sec. XIX                                                                                | Încarcă foto \| video | Raportează eroare |
| B-II-m-B-18459                                      | Fostul magazin Star & Cohn                                                       | municipiul București | Str. Colței 24 sector 3 | sf. sec. XIX                                                                                | Alte imagini          | Raportează eroare |
| B-II-m-B-18460                                      | Imobil                                                                           | municipiul București | Str. Colței 25 sector 3 44.43481°N 26.10645°E | sf. sec. XIX                                                                                | Încarcă foto \| video | Raportează eroare |
| B-II-m-B-18461                                      | Imobil                                                                           | municipiul București | Str. Colței 26 sector 3 44.43381°N 26.10469°E | sf. sec. XIX                                                                                | Încarcă foto \| video | Raportează eroare |
| B-II-m-B-18462                                      | Imobil                                                                           | municipiul București | Str. Colței 27 sector 3 | sf. sec. XIX                                                                                | Alte imagini          | Raportează eroare |
| B-II-m-B-18463                                      | Casă                                                                             | municipiul București | Str. Colței 34B sector 3 | sf. sec. XIX                                                                                | Încarcă foto \| video | Raportează eroare |
| B-II-m-B-18464                                      | Casă                                                                             | municipiul București | Str. Colței 38 sector 3 44.43408°N 26.10534°E | sf. sec. XIX                                                                                | Încarcă foto \| video | Raportează eroare |
| B-II-m-B-18466                                      | Casă                                                                             | municipiul București | Str. Colței 40B sector 3 44.43416°N 26.10542°E | sf. sec. XIX                                                                                | Încarcă foto \| video | Raportează eroare |
| B-II-m-B-18467                                      | Imobil                                                                           | municipiul București | Str. Colței 42 sector 3 | sf. sec. XIX                                                                                | Încarcă foto \| video | Raportează eroare |
| B-II-m-B-18468                                      | Imobil                                                                           | municipiul București | Str. Colței 44 sector 3 44.43443°N 26.1058°E | sf. sec. XIX                                                                                | Alte imagini          | Raportează eroare |
| B-II-m-B-18469                                      | Imobil                                                                           | municipiul București | Str. Colței 46 sector 3 44.4345°N 26.10594°E | 1900                                                                                        |                       | Raportează eroare |
| B-II-m-B-18470                                      | Casă                                                                             | municipiul București | Str. Colței 48 sector 3 44.43476°N 26.10616°E | sf. sec. XIX                                                                                | Alte imagini          | Raportează eroare |
| B-II-m-B-18471                                      | Casă                                                                             | municipiul București | Str. Colței 50 sector 3 44.43475°N 26.1065°E | sf. sec. XIX                                                                                | Alte imagini          | Raportează eroare |
| B-II-m-B-18472                                      | Casă                                                                             | municipiul București | Str. Colței 52 sector 3 44.43478°N 26.10661°E | sf. sec. XIX                                                                                | Alte imagini          | Raportează eroare |
| B-II-a-B-18473                                      | Ansamblul de arhitectură „Pasajul Comercial”                                     | municipiul București | Pasajul Comercial, între str. Gabroveni și str. Lipscani sector 3 | sf. sec. XIX                                                                                | Încarcă foto \| video | Raportează eroare |
| B-II-m-B-18481                                      | Casă                                                                             | municipiul București | Str. Constantinescu M. prof. 1 sector 3 | sf. sec. XIX - prima jum. sec. XX                                                           | Încarcă foto \| video | Raportează eroare |
| B-II-m-B-18482                                      | Casă                                                                             | municipiul București | Str. Constantinescu M. prof. 3 sector 3 | sf. sec. XIX - prima jum. sec. XX                                                           | Încarcă foto \| video | Raportează eroare |
| B-II-m-B-18483                                      | Casă                                                                             | municipiul București | Str. Constantinescu M. prof. 5 sector 3 | sf. sec. XIX - prima jum. sec. XX                                                           | Încarcă foto \| video | Raportează eroare |
| B-II-m-B-18484                                      | Casă                                                                             | municipiul București | Str. Constantinescu M. prof. 7 sector 3 | sf. sec. XIX - prima jum. sec. XX                                                           | Încarcă foto \| video | Raportează eroare |
| B-II-m-B-18485                                      | Imobil                                                                           | municipiul București | Bd. Coposu Corneliu 33 sector 3 | sf. sec. XIX - înc. sec. XX                                                                 |                       | Raportează eroare |
| B-II-m-B-18486                                      | Imobil                                                                           | municipiul București | Bd. Coposu Corneliu 35 sector 3 | sf. sec. XIX - înc. sec. XX                                                                 |                       | Raportează eroare |
| B-II-m-B-18487                                      | Casă                                                                             | municipiul București | Bd. Coposu Corneliu 37 sector 3, Bd. Hristo Botev 31 sector 3 44.43161°N 26.10923°E | sf. sec. XIX                                                                                | Alte imagini          | Raportează eroare |
| B-II-m-B-18488                                      | Imobil                                                                           | municipiul București | Bd. Coposu Corneliu 39A sector 3 44.43161°N 26.10977°E | prima jum. sec. XX                                                                          |                       | Raportează eroare |
| B-II-m-B-18489                                      | Imobil                                                                           | municipiul București | Bd. Coposu Corneliu 39B sector 3 | sf. sec. XIX - înc. sec. XX                                                                 |                       | Raportează eroare |
| B-II-m-B-18490                                      | Imobil                                                                           | municipiul București | Bd. Coposu Corneliu 41B sector 3 | înc. sec. XX                                                                                |                       | Raportează eroare |
| B-II-m-B-18491                                      | Casă                                                                             | municipiul București | Bd. Coposu Corneliu 55 sector 3 | sec. XIX                                                                                    |                       | Raportează eroare |
| B-II-a-B-18509                                      | Ansamblul de arhitectură „Str. Covaci”                                           | municipiul București | Str. Covaci sector 3 | sf. sec. XIX                                                                                |                       | Raportează eroare |
| B-II-m-B-18510                                      | Cafeneaua veche                                                                  | municipiul București | Str. Covaci 16 sector 3 44.43031°N 26.10273°E | jum. sec. XIX                                                                               | Alte imagini          | Raportează eroare |
| B-II-m-B-18511                                      | Biserica „Sf. Nicolae” - Dudești                                                 | municipiul București | Str. Credinței 2A sector 3, Str. Ilioara 17 sector 3 44.4099°N 26.1607°E | înc. sec. XIX                                                                               | Alte imagini          | Raportează eroare |
| B-II-m-B-18573                                      | Casă                                                                             | municipiul București | Str. Demarat Zossima prof. 2 sector 3 | sf. sec. XIX - prima jum. sec. XX                                                           | Încarcă foto \| video | Raportează eroare |
| B-II-m-B-18574                                      | Casă                                                                             | municipiul București | Str. Demarat Zossima prof. 6 sector 3 | sf. sec. XIX - prima jum. sec. XX                                                           |                       | Raportează eroare |
| B-II-m-B-18575                                      | Casă, azi sediu al Institutului Național al Patrimoniului                        | municipiul București | Str. Demarat Zossima prof. 8 sector 3 | sf. sec. XIX - prima jum. sec. XX                                                           |                       | Raportează eroare |
| B-II-m-B-18578                                      | Casă                                                                             | municipiul București | Str. Doamna Chiajna 24 sector 3 44.41526°N 26.11948°E | prima jum. sec. XX                                                                          | Încarcă foto \| video | Raportează eroare |
| B-II-m-B-18579                                      | Casă                                                                             | municipiul București | Str. Doamna Chiajna 25 sector 3 44.41499°N 26.11865°E | prima jum. sec. XX                                                                          | Încarcă foto \| video | Raportează eroare |
| B-II-m-B-18580                                      | Casă                                                                             | municipiul București | Str. Doamna Chiajna 26 sector 3 44.41536°N 26.11967°E | prima jum. sec. XX                                                                          | Încarcă foto \| video | Raportează eroare |
| B-II-m-B-18581                                      | Casă                                                                             | municipiul București | Str. Doamna Chiajna 160 sector 3 | prima jum. sec. XX                                                                          | Încarcă foto \| video | Raportează eroare |
| B-II-m-B-18583                                      | Așezămintele Nifon                                                               | municipiul București | Str. Doamnei 1 sector 3 44.43408°N 26.09867°E | sf. sec. XIX                                                                                | Alte imagini          | Raportează eroare |
| B-II-m-A-18584 (RAN: 179132.108)                    | Biserica „Intrarea Maicii Domnului în Biserică” - Doamnei                        | municipiul București | Str. Doamnei 1 sector 3, Calea Victoriei 28 sector 3 44.4345°N 26.0988°E | 1683                                                                                        | Alte imagini          | Raportează eroare |
| B-II-m-A-18586                                      | Banca Marmorosch - Blank                                                         | municipiul București | Str. Doamnei 2, 4, 6 sector 3 44.4339°N 26.0983°E | 1923 Petre Antonescu (arhitect)                                                             |                       | Raportează eroare |
| B-II-m-B-18585                                      | Imobil                                                                           | municipiul București | Str. Doamnei 3 sector 3 44.43391°N 26.09921°E | prima jum. sec. XX                                                                          | Încarcă foto \| video | Raportează eroare |
| B-II-m-B-18587                                      | Imobil                                                                           | municipiul București | Str. Doamnei 5 sector 3 44.43379°N 26.09948°E | prima jum. sec. XX                                                                          |                       | Raportează eroare |
| B-II-m-A-18588                                      | Banca Națională a României (corp nou)                                            | municipiul București | Str. Doamnei 6-10 sector 3 44.4331°N 26.1011°E | prima jum. sec. XX                                                                          |                       | Raportează eroare |
| B-II-m-B-18589                                      | Cinema Doina (Terra) - fațada principală dinspre strada Doamnei                  | municipiul București | Str. Doamnei 9 sector 3 44.43342°N 26.1001°E | sf. sec. XIX                                                                                | Alte imagini          | Raportează eroare |
| B-II-m-B-18590                                      | Sediu bancă                                                                      | municipiul București | Str. Doamnei 12 sector 3 44.43288°N 26.10089°E | prima jum. sec. XX                                                                          |                       | Raportează eroare |
| B-II-m-B-18591                                      | Casele F. Göbl                                                                   | municipiul București | Str. Doamnei 14-16 sector 3 44.4329°N 26.1009°E | sf. sec. XIX                                                                                |                       | Raportează eroare |
| B-II-m-B-18592                                      | Universitatea „Spiru Haret“, fostă clădirea Creditul Funciar Urban               | municipiul București | Str. Doamnei 15 sector 3 44.4335°N 26.1014°E | prima jum. sec. XX                                                                          |                       | Raportează eroare |
| B-II-m-B-18593                                      | Casă                                                                             | municipiul București | Str. Doamnei 18 sector 3 | sf. sec. XIX                                                                                | Încarcă foto \| video | Raportează eroare |
| B-II-a-B-18594                                      | Ansamblul Bisericii Bulgare                                                      | municipiul București | Str. Doamnei 20 sector 3 44.43337°N 26.10224°E | sec. XVIII - XX                                                                             |                       | Raportează eroare |
| B-II-m-B-18594.01                                   | Casa parohială                                                                   | municipiul București | Str. Doamnei 20 sector 3 44.43335°N 26.10209°E | sf. sec. XIX                                                                                | Alte imagini          | Raportează eroare |
| B-II-m-B-18594.02 (RAN: 179132.109)                 | Biserica Bulgară                                                                 | municipiul București | Str. Doamnei 20 sector 3 44.4345°N 26.0989°E | 1725                                                                                        | Alte imagini          | Raportează eroare |
| B-II-m-B-18595                                      | Casă                                                                             | municipiul București | Str. Doamnei 21 sector 3 44.43315°N 26.10123°E | sf. sec. XIX                                                                                | Alte imagini          | Raportează eroare |
| B-II-m-B-18596                                      | Creditul Rural                                                                   | municipiul București | Str. Doamnei 22 sector 3 44.43352°N 26.10239°E | sf. sec. XIX                                                                                | Alte imagini          | Raportează eroare |
| B-II-m-B-18597                                      | Casă                                                                             | municipiul București | Str. Doamnei 23 sector 3 44.43329°N 26.10182°E | 1884                                                                                        | Alte imagini          | Raportează eroare |
| B-II-m-B-18623                                      | Casă                                                                             | municipiul București | Calea Dudești 98 sector 3 44.42384°N 26.12453°E | prima jum. sec. XX                                                                          |                       | Raportează eroare |
| B-II-m-B-18624                                      | Casă                                                                             | municipiul București | Calea Dudești 101A sector 3 44.42414°N 26.12409°E | prima jum. sec. XX                                                                          |                       | Raportează eroare |
| B-II-m-B-18625                                      | Casă                                                                             | municipiul București | Calea Dudești 102 sector 3 44.42372°N 26.12518°E | prima jum. sec. XX                                                                          |                       | Raportează eroare |
| B-II-m-B-18626                                      | Casă                                                                             | municipiul București | Calea Dudești 105 sector 3 44.42398°N 26.12488°E | prima jum. sec. XX                                                                          |                       | Raportează eroare |
| B-II-m-B-18627                                      | Casă                                                                             | municipiul București | Calea Dudești 107 sector 3 44.42392°N 26.1252°E | prima jum. sec. XX                                                                          |                       | Raportează eroare |
| B-II-m-B-18628                                      | Casă                                                                             | municipiul București | Calea Dudești 111 sector 3 44.42386°N 26.12554°E | prima jum. sec. XX                                                                          |                       | Raportează eroare |
| B-II-m-B-18629                                      | Casă                                                                             | municipiul București | Calea Dudești 113 sector 3 44.42383°N 26.12566°E | prima jum. sec. XX                                                                          |                       | Raportează eroare |
| B-II-m-B-18630                                      | Casă                                                                             | municipiul București | Calea Dudești 115 sector 3 44.4238°N 26.1258°E | prima jum. sec. XX                                                                          |                       | Raportează eroare |
| B-II-m-B-18631                                      | Casă                                                                             | municipiul București | Calea Dudești 117 sector 3 44.42375°N 26.12604°E | prima jum. sec. XX                                                                          |                       | Raportează eroare |
| B-II-m-B-18632                                      | Casă                                                                             | municipiul București | Calea Dudești 117bis sector 3 44.42375°N 26.12604°E | sf. sec. XIX                                                                                |                       | Raportează eroare |
| B-II-m-B-18633                                      | Casă                                                                             | municipiul București | Calea Dudești 119A sector 3 44.42368°N 26.12633°E | prima jum. sec. XX                                                                          |                       | Raportează eroare |
| B-II-m-B-18634                                      | Casă                                                                             | municipiul București | Calea Dudești 123A sector 3 44.42355°N 26.12722°E | sec. XIX - XX                                                                               |                       | Raportează eroare |
| B-II-m-B-18635                                      | Liceul industrial „Timpuri Noi”                                                  | municipiul București | Calea Dudești 127 sector 3 44.42321°N 26.12862°E | sf. sec. XIX                                                                                |                       | Raportează eroare |
| B-II-m-B-18636                                      | Casă                                                                             | municipiul București | Calea Dudești 129 sector 3 44.42302°N 26.12903°E | prima jum. sec. XX                                                                          |                       | Raportează eroare |
| B-II-m-B-18637                                      | Casă                                                                             | municipiul București | Calea Dudești 131 sector 3 44.4229°N 26.12931°E | prima jum. sec. XX                                                                          |                       | Raportează eroare |
| B-II-m-B-18638                                      | Farmacie                                                                         | municipiul București | Calea Dudești 133 sector 3 44.4228°N 26.12951°E | sf. sec. XIX                                                                                |                       | Raportează eroare |
| B-II-m-B-18639                                      | Casă                                                                             | municipiul București | Calea Dudești 134 sector 3 44.42309°N 26.12833°E | prima jum. sec. XX                                                                          | Încarcă foto \| video | Raportează eroare |
| B-II-m-B-18640                                      | Casă                                                                             | municipiul București | Calea Dudești 135 sector 3 44.42271°N 26.12969°E | prima jum. sec. XX                                                                          | Încarcă foto \| video | Raportează eroare |
| B-II-m-B-18641                                      | Casă                                                                             | municipiul București | Calea Dudești 139 sector 3 44.42258°N 26.12998°E | prima jum. sec. XX                                                                          |                       | Raportează eroare |
| B-II-m-B-18642                                      | Casă                                                                             | municipiul București | Calea Dudești 141 sector 3 44.42249°N 26.13019°E | prima jum. sec. XX                                                                          |                       | Raportează eroare |
| B-II-m-B-18643                                      | Casă                                                                             | municipiul București | Calea Dudești 142 sector 3 44.42282°N 26.12895°E | prima jum. sec. XX                                                                          | Încarcă foto \| video | Raportează eroare |
| B-II-m-B-18644                                      | Casă (Lot 2)                                                                     | municipiul București | Calea Dudești 147 sector 3 44.42226°N 26.13064°E | prima jum. sec. XX                                                                          |                       | Raportează eroare |
| B-II-m-B-18645                                      | Casă                                                                             | municipiul București | Calea Dudești 155B sector 3 | sf. sec. XIX                                                                                |                       | Raportează eroare |
| B-II-m-B-18646                                      | Casă                                                                             | municipiul București | Calea Dudești 161 sector 3 44.4217°N 26.13174°E | prima jum. sec. XX                                                                          | Încarcă foto \| video | Raportează eroare |
| B-II-m-B-18647                                      | Casă                                                                             | municipiul București | Calea Dudești 182A sector 3 | prima jum. sec. XX                                                                          | Încarcă foto \| video | Raportează eroare |
| B-II-m-B-18649                                      | Fabrica de țesături „7 Noiembrie”                                                | municipiul București | Calea Dudești 188 sector 3 44.42055°N 26.13352°E | sf. sec. XIX - prima jum. sec. XX                                                           | Încarcă foto \| video | Raportează eroare |
| B-II-m-B-18621                                      | Școala primară „C. Bosianu”                                                      | municipiul București | Calea Dudești 191 sector 3 44.42035°N 26.13636°E | sf. sec. XIX                                                                                | Încarcă foto \| video | Raportează eroare |
| B-II-m-B-18622                                      | Cămin Cultural „C. Bosianu”                                                      | municipiul București | Calea Dudești 191 sector 3 44.42035°N 26.13636°E | sf. sec. XIX                                                                                | Încarcă foto \| video | Raportează eroare |
| B-II-a-B-18668                                      | Ansamblul de arhitectură „Str. Jacques Elias”                                    | municipiul București | Str. Elias Jacques sector 3 | sf. sec. XIX                                                                                | Încarcă foto \| video | Raportează eroare |
| B-II-m-B-18669                                      | Casă                                                                             | municipiul București | Str. Elias Jacques 2 sector 3 | sf. sec. XIX                                                                                | Încarcă foto \| video | Raportează eroare |
| B-II-m-B-18670                                      | Imobil                                                                           | municipiul București | Str. Elias Jacques 3 sector 3 | sf. sec. XIX                                                                                | Încarcă foto \| video | Raportează eroare |
| B-II-m-B-18671                                      | Casă                                                                             | municipiul București | Str. Elias Jacques 4 sector 3 | sf. sec. XIX                                                                                | Încarcă foto \| video | Raportează eroare |
| B-II-a-B-18672                                      | Ansamblul de arhitectură „Bd. Elisabeta”                                         | municipiul București | Bd. Elisabeta, între Bd. I. C. Brătianu și Bd. Schitu Măgureanu sector 3, 5 | sf. sec. XIX - prima jum. sec. XX                                                           |                       | Raportează eroare |
| B-II-m-A-18673                                      | Imobil cu birouri de raport                                                      | municipiul București | Bd. Elisabeta 3 sector 3 44.4356°N 26.1023°E | 1935 G. M. Cantacuzino (arhitect)                                                           |                       | Raportează eroare |
| B-II-m-A-18675                                      | Banca Comercială Română, fostul Palat al Societății de Asigurări „Generala”      | municipiul București | Bd. Elisabeta 5 sector 3 44.43594°N 26.10287°E | 1906 Oscar Maugsch                                                                          |                       | Raportează eroare |
| B-II-m-B-18676                                      | Imobil de raport                                                                 | municipiul București | Bd. Elisabeta 9 sector 3 | prima jum. sec. XX                                                                          |                       | Raportează eroare |
| B-II-m-B-18677                                      | Imobil                                                                           | municipiul București | Bd. Elisabeta 15-19 sector 3 | prima jum. sec. XX                                                                          | Încarcă foto \| video | Raportează eroare |
| B-II-m-B-18724                                      | Casă                                                                             | municipiul București | Str. Fetițelor 2 sector 3 44.43302°N 26.11796°E | sf. sec. XIX - prima jum. sec. XX                                                           | Încarcă foto \| video | Raportează eroare |
| B-II-m-B-18725                                      | Casă                                                                             | municipiul București | Str. Fetițelor 4 sector 3 44.43289°N 26.1181°E | sf. sec. XIX - prima jum. sec. XX                                                           | Încarcă foto \| video | Raportează eroare |
| B-II-m-B-18727                                      | Casă                                                                             | municipiul București | Str. Fetițelor 7 sector 3 44.43267°N 26.11865°E | sf. sec. XIX - prima jum. sec. XX                                                           | Încarcă foto \| video | Raportează eroare |
| B-II-m-B-18738                                      | Casă                                                                             | municipiul București | Str. Florescu Ion g-ral 1 sector 3 | prima jum. sec. XX                                                                          |                       | Raportează eroare |
| B-II-m-B-18739                                      | Casă                                                                             | municipiul București | Str. Florescu Ion g-ral 6 sector 3 | sf. sec. XIX                                                                                |                       | Raportează eroare |
| B-II-m-B-18740                                      | Casă                                                                             | municipiul București | Str. Florescu Ion g-ral 8 sector 3 | sf. sec. XIX - prima jum. sec. XX                                                           | Încarcă foto \| video | Raportează eroare |
| B-II-m-B-18741                                      | Casă                                                                             | municipiul București | Str. Florescu Ion g-ral 9 sector 3 | sf. sec. XIX                                                                                |                       | Raportează eroare |
| B-II-m-B-18742                                      | Casă                                                                             | municipiul București | Str. Florescu Ion g-ral 12 sector 3 | sf. sec. XIX                                                                                | Încarcă foto \| video | Raportează eroare |
| B-II-m-B-18743                                      | Casă                                                                             | municipiul București | Str. Florescu Ion g-ral 15 sector 3 | înc. sec. XX                                                                                | Încarcă foto \| video | Raportează eroare |
| B-II-m-B-18744                                      | Casă                                                                             | municipiul București | Str. Florescu Ion g-ral 17 sector 3 | sf. sec. XIX - prima jum. sec. XX                                                           | Încarcă foto \| video | Raportează eroare |
| B-II-m-B-18745                                      | Casă                                                                             | municipiul București | Str. Florescu Ion g-ral 19 sector 3 | sf. sec. XIX                                                                                |                       | Raportează eroare |
| B-II-m-B-18746                                      | Casă                                                                             | municipiul București | Str. Florescu Ion g-ral 21 sector 3 | înc. sec. XX                                                                                |                       | Raportează eroare |
| B-II-m-B-18754                                      | Casa Mihail Foișoreanu                                                           | municipiul București | Str. Foișoreanu Mihail lt. 56 sector 3 | sf. sec. XIX - prima jum. sec. XX                                                           | Încarcă foto \| video | Raportează eroare |
| B-II-m-B-18755                                      | Cămin cultural                                                                   | municipiul București | Str. Foișorului 106 sector 3 44.41573°N 26.12266°E | sf. sec. XIX - prima jum. sec. XX                                                           | Încarcă foto \| video | Raportează eroare |
| B-II-m-B-18756                                      | Școala comercială                                                                | municipiul București | Str. Foișorului 106 sector 3 | sf. sec. XIX - prima jum. sec. XX                                                           |                       | Raportează eroare |
| B-II-m-B-18757                                      | Casă                                                                             | municipiul București | Str. Foișorului 118 sector 3 | sf. sec. XIX - prima jum. sec. XX                                                           | Încarcă foto \| video | Raportează eroare |
| B-II-a-A-18758                                      | Fostul Palat Mavrocordat                                                         | municipiul București | Str. Foișorului 119 sector 3 44.41479°N 26.12285°E | jum. sec. XVIII                                                                             | Încarcă foto \| video | Raportează eroare |
| B-II-m-A-18759 (RAN: 179132.110)                    | Biserica „Nașterea Maicii Domnului“ - Foișor                                     | municipiul București | Str. Foișorului 119 sector 3 44.41445°N 26.12294°E | 1745                                                                                        | Alte imagini          | Raportează eroare |
| B-IV-m-B-20079                                      | Cruce de piatră                                                                  | municipiul București | Str. Foișorului 119 sector 3, în curtea Bisericii „Nașterea Maicii Domnului” 44.41479°N 26.12285°E | sec. XIX                                                                                    | Încarcă foto \| video | Raportează eroare |
| B-II-m-A-18760 (RAN: 179132.131)                    | Ruinele foișorului                                                               | municipiul București | Str. Foișorului 119 sector 3 | 1745                                                                                        | Încarcă foto \| video | Raportează eroare |
| B-II-m-B-18761                                      | Casă                                                                             | municipiul București | Str. Foișorului 121 sector 3 44.41435°N 26.12283°E | sf. sec. XIX - prima jum. sec. XX                                                           | Încarcă foto \| video | Raportează eroare |
| B-II-m-B-18763                                      | Casă                                                                             | municipiul București | Str. Foișorului 128 sector 3 44.41409°N 26.12261°E | sf. sec. XIX - prima jum. sec. XX                                                           | Încarcă foto \| video | Raportează eroare |
| B-II-a-B-18764                                      | Ansamblul de arhitectură „Pasajul Francez”                                       | municipiul București | Pasajul Francez, între str. Covaci și str. Gabroveni sector 3 44.4309°N 26.1026°E | sf. sec. XIX                                                                                | Alte imagini          | Raportează eroare |
| B-II-a-B-18765                                      | Ansamblul de arhitectură „Strada Franceză”                                       | municipiul București | Str. Franceză sector 3 | sf. sec. XIX                                                                                |                       | Raportează eroare |
| B-II-m-B-18766                                      | Casă                                                                             | municipiul București | Str. Franceză 2-4 sector 3 | sf. sec. XIX                                                                                | Alte imagini          | Raportează eroare |
| B-II-m-B-18767                                      | Casă                                                                             | municipiul București | Str. Franceză 8 sector 3 44.43092°N 26.09729°E | sf. sec. XIX                                                                                | Alte imagini          | Raportează eroare |
| B-II-m-B-18768                                      | Imobil                                                                           | municipiul București | Str. Franceză 9 sector 3 44.43038°N 26.09929°E | sf. sec. XIX                                                                                | Încarcă foto \| video | Raportează eroare |
| B-II-m-B-18769                                      | Casă                                                                             | municipiul București | Str. Franceză 11 sector 3 44.43028°N 26.09957°E | sf. sec. XIX                                                                                | Alte imagini          | Raportează eroare |
| B-II-m-B-18770                                      | Casă                                                                             | municipiul București | Str. Franceză 12 sector 3 44.43084°N 26.09753°E | sf. sec. XIX                                                                                | Alte imagini          | Raportează eroare |
| B-II-m-B-18771                                      | Casă                                                                             | municipiul București | Str. Franceză 13 sector 3 44.43016°N 26.09991°E | sf. sec. XIX                                                                                | Încarcă foto \| video | Raportează eroare |
| B-II-m-B-18772                                      | Casă                                                                             | municipiul București | Str. Franceză 14 sector 3 44.4308°N 26.09765°E | sf. sec. XIX                                                                                | Alte imagini          | Raportează eroare |
| B-II-m-B-18773                                      | Casă                                                                             | municipiul București | Str. Franceză 16 sector 3 44.43076°N 26.09777°E | sf. sec. XIX                                                                                | Alte imagini          | Raportează eroare |
| B-II-m-B-18774                                      | Casă                                                                             | municipiul București | Str. Franceză 17 sector 3 44.43003°N 26.10029°E | 1867                                                                                        | Alte imagini          | Raportează eroare |
| B-II-m-B-18775                                      | Casă                                                                             | municipiul București | Str. Franceză 18 sector 3 44.43072°N 26.09789°E | 1892                                                                                        | Alte imagini          | Raportează eroare |
| B-II-m-B-18776                                      | Casă                                                                             | municipiul București | Str. Franceză 20 sector 3 44.43068°N 26.09801°E | sf. sec. XIX                                                                                |                       | Raportează eroare |
| B-II-m-B-18777                                      | Imobil                                                                           | municipiul București | Str. Franceză 28 sector 3 | sf. sec. XIX                                                                                | Încarcă foto \| video | Raportează eroare |
| B-II-m-B-18778                                      | Casă                                                                             | municipiul București | Str. Franceză 30 sector 3 44.4304°N 26.09887°E | 1872                                                                                        | Încarcă foto \| video | Raportează eroare |
| B-II-a-A-18779 (RAN: 179132.115)                    | Ansamblul medieval „Curtea Veche”                                                | municipiul București | Str. Franceză 31 sector 3 44.42986°N 26.1011°E | sec. XV - XVIII                                                                             |                       | Raportează eroare |
| B-II-m-B-18780                                      | Casă                                                                             | municipiul București | Str. Franceză 32 sector 3 44.43035°N 26.09901°E | sec. XIX                                                                                    | Încarcă foto \| video | Raportează eroare |
| B-II-a-A-18781                                      | Ansamblul Bisericii Curtea Veche                                                 | municipiul București | Str. Franceză 33 sector 3 44.4299°N 26.1018°E | sec. XVI - XVIII, sec. XX                                                                   |                       | Raportează eroare |
| B-II-m-A-18781.01 (RAN: 179132)                     | Biserica „Buna Vestire” - Curtea Veche                                           | municipiul București | Str. Franceză 33 sector 3 44.42981°N 26.10176°E | sec. XVI - XVIII                                                                            | Alte imagini          | Raportează eroare |
| B-II-m-A-18781.02                                   | Casă parohială                                                                   | municipiul București | Str. Franceză 33 sector 3 44.43008°N 26.10208°E | 1935                                                                                        |                       | Raportează eroare |
| B-II-m-B-18782                                      | Casă                                                                             | municipiul București | Str. Franceză 34 sector 3 44.43031°N 26.09914°E | sf. sec. XIX                                                                                |                       | Raportează eroare |
| B-II-m-B-18783                                      | Casă                                                                             | municipiul București | Str. Franceză 36 sector 3 44.43026°N 26.09927°E | sf. sec. XIX                                                                                | Încarcă foto \| video | Raportează eroare |
| B-II-m-B-18784                                      | Casă                                                                             | municipiul București | Str. Franceză 40 sector 3 44.43016°N 26.09954°E | 1878                                                                                        | Încarcă foto \| video | Raportează eroare |
| B-II-m-B-18785                                      | Casă                                                                             | municipiul București | Str. Franceză 42 sector 3 44.43011°N 26.09968°E | sf. sec. XIX                                                                                |                       | Raportează eroare |
| B-II-m-B-18786                                      | Casă                                                                             | municipiul București | Str. Franceză 44 sector 3 44.43007°N 26.09981°E | sf. sec. XIX                                                                                | Încarcă foto \| video | Raportează eroare |
| B-II-m-B-18787                                      | Casă                                                                             | municipiul București | Str. Franceză 48 sector 3 44.42997°N 26.10008°E | sf. sec. XIX                                                                                | Alte imagini          | Raportează eroare |
| B-II-m-A-18788 (RAN: 179132.71)                     | Hanul lui Manuc                                                                  | municipiul București | Str. Franceză 62 sector 3, Str. Halelor 9-13 sector 3 44.42938°N 26.10257°E | 1808                                                                                        | Alte imagini          | Raportează eroare |
| B-II-a-B-18798                                      | Ansamblul de arhitectură „Str. Gabroveni”                                        | municipiul București | Str. Gabroveni sector 3 | sf. sec. XIX - înc. sec. XX                                                                 |                       | Raportează eroare |
| B-II-m-A-18811                                      | Fostul Palat al Bursei, azi Biblioteca Națională a României                      | municipiul București | Str. Ghica Ion 4 sector 3 44.43331°N 26.10041°E | 1907 Ștefan Burcuș (arhitect)                                                               | Alte imagini          | Raportează eroare |
| B-II-m-B-18812                                      | Imobil locuințe                                                                  | municipiul București | Str. Ghica Ion 5 sector 3 | sf. sec. XIX - înc. sec. XX                                                                 |                       | Raportează eroare |
| B-II-m-B-18813                                      | Imobil locuințe                                                                  | municipiul București | Str. Ghica Ion 7 sector 3 44.434°N 26.102°E | sf. sec. XIX - înc. sec. XX                                                                 |                       | Raportează eroare |
| B-II-m-A-18814                                      | Biserica „Sf. Nicolae“ - Rusă                                                    | municipiul București | Str. Ghica Ion 9 sector 3 44.43393°N 26.10147°E | înc. sec. XX V. A. Prevbrajenski (arhitect)                                                 |                       | Raportează eroare |
| B-II-m-B-18815                                      | Fosta Bancă franco-română                                                        | municipiul București | Str. Ghica Ion 11 sector 3 | prima jum. sec. XX Cristofi Cerchez (arhitect)                                              |                       | Raportează eroare |
| B-II-m-B-18828                                      | Casă                                                                             | municipiul București | Str. Grădinarilor 12 sector 3 | prima jum. sec. XX                                                                          | Încarcă foto \| video | Raportează eroare |
| B-II-m-B-18829                                      | Casă                                                                             | municipiul București | Str. Grădinarilor 20 sector 3 | prima jum. sec. XX                                                                          | Încarcă foto \| video | Raportează eroare |
| B-II-m-B-18830                                      | Casă                                                                             | municipiul București | Str. Grădinarilor 20A sector 3 | prima jum. sec. XX                                                                          | Încarcă foto \| video | Raportează eroare |
| B-II-m-B-18831                                      | Casă                                                                             | municipiul București | Str. Grădinarilor 40 sector 3 | prima jum. sec. XX                                                                          | Încarcă foto \| video | Raportează eroare |
| B-II-a-B-18901                                      | Ansamblul de arhitectură „Str. Halelor”                                          | municipiul București | Str. Halelor sector 3 44.42878°N 26.10108°E | sf. sec. XIX                                                                                |                       | Raportează eroare |
| B-II-a-B-18908                                      | Ansamblul de arhitectură „Str. Hanul cu Tei”                                     | municipiul București | Str. Hanul cu Tei sector 3, Str. Blănari 5 sector 3, Str. Lipscani 63-65 sector 3 44.43216°N 26.10203°E | sf. sec. XIX                                                                                | Alte imagini          | Raportează eroare |
| B-II-m-A-18936                                      | Conacul Cantacuzino, Curțile Dudești-Cioplea                                     | municipiul București | Str. Ilioara 15 sector 3 44.40987°N 26.16065°E | sec. XVIII - XIX                                                                            | Alte imagini          | Raportează eroare |
| B-II-m-B-18938                                      | Palatul Societății „Adriatica”                                                   | municipiul București | Splaiul Independenței 2K sector 3, Str. pictor Nicolae Tonitza 13 sector 3 | prima jum. sec. XX Petre Antonescu (arhitect)                                               |                       | Raportează eroare |
| B-II-m-B-18939                                      | Imobil locuințe                                                                  | municipiul București | Splaiul Independenței 2J sector 3 44.43073°N 26.09593°E | prima jum. sec. XX                                                                          | Încarcă foto \| video | Raportează eroare |
| B-II-m-B-18940                                      | Casă                                                                             | municipiul București | Splaiul Independenței 2H-L sector 3 44.43073°N 26.09593°E | sf. sec. XIX - înc. sec. XX                                                                 | Încarcă foto \| video | Raportează eroare |
| B-II-m-B-18956                                      | Casă                                                                             | municipiul București | Str. Ionescu-Gion Gh. prof. 1 sector 3 | sf. sec. XIX - înc. sec. XX                                                                 | Încarcă foto \| video | Raportează eroare |
| B-II-m-B-18957                                      | Casă                                                                             | municipiul București | Str. Ionescu-Gion Gh. prof. 3 sector 3 | sf. sec. XIX - înc. sec. XX                                                                 | Încarcă foto \| video | Raportează eroare |
| B-II-m-B-18958                                      | Casă                                                                             | municipiul București | Str. Ionescu-Gion Gh. prof. 6 sector 3 | sf. sec. XIX - înc. sec. XX                                                                 | Încarcă foto \| video | Raportează eroare |
| B-II-m-B-18959                                      | Casă                                                                             | municipiul București | Str. Ionescu-Gion Gh. prof. 17 sector 3 | sf. sec. XIX - înc. sec. XX                                                                 | Încarcă foto \| video | Raportează eroare |
| B-II-m-B-18960                                      | Casă                                                                             | municipiul București | Str. Ionescu-Gion Gh. prof. 17A sector 3 | sf. sec. XIX - înc. sec. XX                                                                 | Încarcă foto \| video | Raportează eroare |
| B-II-m-B-19005                                      | Casă                                                                             | municipiul București | Str. Labirint 108 sector 3 | sf. sec. XIX - prima jum. sec. XX                                                           | Încarcă foto \| video | Raportează eroare |
| B-II-m-B-19015                                      | Casa Gheorghe Anghel                                                             | municipiul București | Str. Levănțicăi 13 sector 3 | prima jum. sec. XX                                                                          | Încarcă foto \| video | Raportează eroare |
| B-II-a-B-19017                                      | Ansamblul de arhitectură „Strada Lipscani”                                       | municipiul București | Str. Lipscani, între Calea Victoriei și str. Jacques Elias sector 3, 5 | sf. sec. XIX                                                                                |                       | Raportează eroare |
| B-II-m-A-19019                                      | Banca Chrissoveloni                                                              | municipiul București | Str. Lipscani 16 sector 3 44.43187°N 26.09858°E | 1925-1927                                                                                   |                       | Raportează eroare |
| B-II-m-B-19020                                      | Case cu prăvălii                                                                 | municipiul București | Str. Lipscani 17-23 sector 3 | sf. sec. XIX                                                                                |                       | Raportează eroare |
| B-II-m-A-19021                                      | Palatul fostei Societăți de asigurări Dacia - România                            | municipiul București | Str. Lipscani 18-20 sector 3 | sec. XIX                                                                                    | Alte imagini          | Raportează eroare |
| B-II-m-B-19022                                      | Casă cu prăvălie                                                                 | municipiul București | Str. Lipscani 24 sector 3 44.43205°N 26.09998°E | sf. sec. XIX                                                                                | Alte imagini          | Raportează eroare |
| B-II-m-A-19023                                      | Banca Națională a României, corp vechi                                           | municipiul București | Str. Lipscani 25 sector 3 44.4405°N 26.10843°E | 1883-1885 Cassien Bernard, Albert Galleron, Grigore Cerkez, Constantin Băicoianu (arhitect) | Alte imagini          | Raportează eroare |
| B-II-m-B-19024                                      | Casă cu prăvălie                                                                 | municipiul București | Str. Lipscani 26 sector 3 44.43189°N 26.10056°E | sf. sec. XIX                                                                                | Alte imagini          | Raportează eroare |
| B-II-m-B-19025                                      | Casă cu prăvălie                                                                 | municipiul București | Str. Lipscani 27 sector 3 44.43207°N 26.10003°E | sf. sec. XIX                                                                                | Alte imagini          | Raportează eroare |
| B-II-m-B-19026                                      | Casă cu prăvălie, fosta Casa Emblemescu                                          | municipiul București | Str. Lipscani 28 sector 3 44.4319°N 26.10079°E | 1870                                                                                        | Alte imagini          | Raportează eroare |
| B-II-m-B-19027                                      | Imobil                                                                           | municipiul București | Str. Lipscani 30 sector 3 | sf. sec. XIX                                                                                |                       | Raportează eroare |
| B-II-m-B-19028 (RAN: 179132.147)                    | Imobil                                                                           | municipiul București | Str. Lipscani 32 sector 3 | 1881                                                                                        | Încarcă foto \| video | Raportează eroare |
| B-II-m-B-19029 (RAN: 179132.151)                    | Imobil                                                                           | municipiul București | Str. Lipscani 34 sector 3 | sf. sec. XIX                                                                                | Încarcă foto \| video | Raportează eroare |
| B-II-m-B-19030                                      | Casă cu prăvălie                                                                 | municipiul București | Str. Lipscani 36 sector 3 44.43187°N 26.10115°E | sf. sec. XIX                                                                                | Alte imagini          | Raportează eroare |
| B-II-m-B-19031                                      | Casă cu prăvălie                                                                 | municipiul București | Str. Lipscani 40 sector 3 44.43186°N 26.10116°E | sf. sec. XIX                                                                                | Încarcă foto \| video | Raportează eroare |
| B-II-m-B-19032                                      | Casă cu prăvălie                                                                 | municipiul București | Str. Lipscani 41 sector 3 44.43185°N 26.101°E | sf. sec. XIX                                                                                | Alte imagini          | Raportează eroare |
| B-II-m-B-19033                                      | Casă cu prăvălie                                                                 | municipiul București | Str. Lipscani 42 sector 3 44.43185°N 26.10127°E | sf. sec. XIX                                                                                | Alte imagini          | Raportează eroare |
| B-II-m-B-19034                                      | Casă cu prăvălie, Casele D. Fialla                                               | municipiul București | Str. Lipscani 43 sector 3 44.43195°N 26.10094°E | 1879                                                                                        | Alte imagini          | Raportează eroare |
| B-II-m-B-19035                                      | Casă cu prăvălie, Casele D. Fialla                                               | municipiul București | Str. Lipscani 45 sector 3 44.43186°N 26.10131°E | 1879                                                                                        | Alte imagini          | Raportează eroare |
| B-II-m-B-19036                                      | Casă cu prăvălie                                                                 | municipiul București | Str. Lipscani 47 sector 3 44.43186°N 26.10131°E | sf. sec. XIX                                                                                | Alte imagini          | Raportează eroare |
| B-II-m-B-19037                                      | Casă cu prăvălie                                                                 | municipiul București | Str. Lipscani 51 sector 3 | sf. sec. XIX                                                                                | Încarcă foto \| video | Raportează eroare |
| B-II-m-B-19038                                      | Casă cu prăvălie                                                                 | municipiul București | Str. Lipscani 52 sector 3 | sf. sec. XIX                                                                                | Încarcă foto \| video | Raportează eroare |
| B-II-m-B-19039                                      | Casă cu prăvălie                                                                 | municipiul București | Str. Lipscani 54 sector 3 44.43182°N 26.10154°E | sf. sec. XIX                                                                                | Încarcă foto \| video | Raportează eroare |
| B-II-m-B-19040                                      | Casă cu prăvălie                                                                 | municipiul București | Str. Lipscani 55 sector 3 | sf. sec. XIX                                                                                |                       | Raportează eroare |
| B-II-m-B-19041                                      | Casă cu prăvălie                                                                 | municipiul București | Str. Lipscani 66 sector 3 44.43179°N 26.10179°E | sf. sec. XIX                                                                                | Alte imagini          | Raportează eroare |
| B-II-m-B-19042                                      | Casă cu prăvălie                                                                 | municipiul București | Str. Lipscani 72 sector 3 44.43179°N 26.10198°E | 1900                                                                                        |                       | Raportează eroare |
| B-II-m-B-19043                                      | Casă cu prăvălie                                                                 | municipiul București | Str. Lipscani 74 sector 3 44.43181°N 26.10203°E | sf. sec. XIX                                                                                | Alte imagini          | Raportează eroare |
| B-II-m-B-19044                                      | Casă cu prăvălie                                                                 | municipiul București | Str. Lipscani 76 sector 3 44.43178°N 26.10209°E | sf. sec. XIX                                                                                | Alte imagini          | Raportează eroare |
| B-II-m-B-19045                                      | Magazinul „Voaleta”                                                              | municipiul București | Str. Lipscani 77 sector 3 44.4325°N 26.1032°E | 1900                                                                                        |                       | Raportează eroare |
| B-II-m-B-19046                                      | Casă cu prăvălie                                                                 | municipiul București | Str. Lipscani 78 sector 3 44.4318°N 26.10228°E | sf. sec. XIX                                                                                | Alte imagini          | Raportează eroare |
| B-II-m-B-19047                                      | Casă cu prăvălie                                                                 | municipiul București | Str. Lipscani 80 sector 3 44.4318°N 26.10228°E | sf. sec. XIX                                                                                |                       | Raportează eroare |
| B-II-m-A-19048 (RAN: 179132.112)                    | Hanul Gabroveni                                                                  | municipiul București | Str. Lipscani 86-88 sector 3 44.4318°N 26.1032°E | 1739                                                                                        | Alte imagini          | Raportează eroare |
| B-II-m-B-19073                                      | Biserica „Sf. Stelian, Sf. Nicolae” - Lucaci                                     | municipiul București | Str. Logofătul Udriște 6-8 sector 3 44.43093°N 26.11323°E | 1847-1853, înc. sec. XVIII - înc. sec. XIX                                                  |                       | Raportează eroare |
| B-II-m-B-19074                                      | Casă                                                                             | municipiul București | Str. Logofătul Udriște 10 sector 3 | sf. sec. XIX - prima jum. sec. XX                                                           | Încarcă foto \| video | Raportează eroare |
| B-II-m-B-19075                                      | Casă                                                                             | municipiul București | Str. Logofătul Udriște 11 sector 3 | sf. sec. XIX - prima jum. sec. XX                                                           | Încarcă foto \| video | Raportează eroare |
| B-II-m-B-19076                                      | Casă                                                                             | municipiul București | Str. Logofătul Udriște 14 sector 3 | sf. sec. XIX - prima jum. sec. XX                                                           | Încarcă foto \| video | Raportează eroare |
| B-II-m-B-19077                                      | Casă                                                                             | municipiul București | Str. Logofătul Udriște 15 sector 3 | sf. sec. XIX - prima jum. sec. XX                                                           | Încarcă foto \| video | Raportează eroare |
| B-II-m-B-19078                                      | Casă                                                                             | municipiul București | Str. Logofătul Udriște 21 sector 3 | sf. sec. XIX - prima jum. sec. XX                                                           | Încarcă foto \| video | Raportează eroare |
| B-II-m-B-19079                                      | Casă                                                                             | municipiul București | Str. Logofătul Udriște 23 sector 3 | sf. sec. XIX - prima jum. sec. XX                                                           | Încarcă foto \| video | Raportează eroare |
| B-II-m-B-20985                                      | Casa Ștefan Lilovici                                                             | municipiul București | Str. Matei Basarab 29 sector 3 44.43064°N 26.1124°E | 1914 - 1920                                                                                 |                       | Raportează eroare |
| B-II-a-B-18079                                      | Ansamblul Colegiul Național „Matei Basarab”                                      | municipiul București | Str. Matei Basarab 32-34 sector 3 44.43042°N 26.11371°E | sf. sec. XIX - prima jum. sec. XX                                                           | Încarcă foto \| video | Raportează eroare |
| B-II-m-B-18079.01                                   | Corp central                                                                     | municipiul București | Str. Matei Basarab 32-34 sector 3 | 1883                                                                                        | Încarcă foto \| video | Raportează eroare |
| B-II-m-B-18079.02                                   | Corp lateral                                                                     | municipiul București | Str. Matei Basarab 32-34 sector 3 | 1928                                                                                        | Încarcă foto \| video | Raportează eroare |
| B-II-m-B-18080                                      | Casă                                                                             | municipiul București | Str. Matei Basarab 46 sector 3 44.43057°N 26.11573°E | sf. sec. XIX - prima jum. sec. XX                                                           |                       | Raportează eroare |
| B-II-m-B-18081                                      | Casă                                                                             | municipiul București | Str. Matei Basarab 48 sector 3 44.4306°N 26.11572°E | sf. sec. XIX - prima jum. sec. XX                                                           |                       | Raportează eroare |
| B-II-m-B-18082                                      | Casă                                                                             | municipiul București | Str. Matei Basarab 49 sector 3 44.43054°N 26.11549°E | sf. sec. XIX - prima jum. sec. XX                                                           |                       | Raportează eroare |
| B-II-m-B-18083                                      | Casă                                                                             | municipiul București | Str. Matei Basarab 50 sector 3 44.43054°N 26.11616°E | sf. sec. XIX - prima jum. sec. XX                                                           |                       | Raportează eroare |
| B-II-m-B-18084                                      | Casă                                                                             | municipiul București | Str. Matei Basarab 51 sector 3 44.43056°N 26.11597°E | sf. sec. XIX - prima jum. sec. XX                                                           | Încarcă foto \| video | Raportează eroare |
| B-II-m-B-18085                                      | Casă                                                                             | municipiul București | Str. Matei Basarab 52 sector 3 44.43054°N 26.11612°E | sf. sec. XIX - prima jum. sec. XX                                                           |                       | Raportează eroare |
| B-II-m-B-18086                                      | Casă                                                                             | municipiul București | Str. Matei Basarab 54 sector 3 44.4305°N 26.1164°E | sf. sec. XIX - prima jum. sec. XX                                                           |                       | Raportează eroare |
| B-II-m-B-18087                                      | Casă                                                                             | municipiul București | Str. Matei Basarab 58 sector 3 | sf. sec. XIX - prima jum. sec. XX                                                           | Încarcă foto \| video | Raportează eroare |
| B-II-m-B-18088                                      | Casă, corpurile C5-integral și C4-parțial                                        | municipiul București | Str. Matei Basarab 59 sector 3 44.43055°N 26.11667°E | sf. sec. XIX - prima jum. sec. XX                                                           |                       | Raportează eroare |
| B-II-m-B-18089                                      | Casă                                                                             | municipiul București | Str. Matei Basarab 61 sector 3 44.43051°N 26.11724°E | sf. sec. XIX - prima jum. sec. XX                                                           | Încarcă foto \| video | Raportează eroare |
| B-II-m-B-18090                                      | Casă                                                                             | municipiul București | Str. Matei Basarab 63 sector 3 | sf. sec. XIX - prima jum. sec. XX                                                           | Încarcă foto \| video | Raportează eroare |
| B-II-m-B-19169                                      | Casă                                                                             | municipiul București | Str. Mavrogheni Nicolae 2 sector 3 44.4334°N 26.10367°E | sf. sec. XIX                                                                                |                       | Raportează eroare |
| B-II-m-B-19170                                      | Casă                                                                             | municipiul București | Str. Mavrogheni Nicolae 6 sector 3 44.4334°N 26.104°E | sf. sec. XIX                                                                                |                       | Raportează eroare |
| B-II-m-B-19171                                      | Casă                                                                             | municipiul București | Str. Mavrogheni Nicolae 8bis sector 3 44.43342°N 26.10446°E | sf. sec. XIX                                                                                |                       | Raportează eroare |
| B-II-m-B-19172                                      | Casă                                                                             | municipiul București | Str. Mavrogheni Nicolae 13 sector 3 | sf. sec. XIX                                                                                | Încarcă foto \| video | Raportează eroare |
| B-II-m-A-19173                                      | Muzeul de Istorie al Comunității Evreiești din România - Templul „Unirea Sfântă” | municipiul București | Str. Mămulari 3 sector 3 44.42833°N 26.10801°E | prima jum. sec. XX                                                                          |                       | Raportează eroare |
| B-II-m-B-19208                                      | Casă                                                                             | municipiul București | Str. Minulescu Ion 38 sector 3 44.4174°N 26.11796°E | sf. sec. XIX - prima jum. sec. XX                                                           |                       | Raportează eroare |
| B-II-m-B-19209                                      | Casă                                                                             | municipiul București | Str. Minulescu Ion 46 sector 3 44.41719°N 26.11827°E | sf. sec. XIX - prima jum. sec. XX                                                           |                       | Raportează eroare |
| B-II-m-B-19210                                      | Casă                                                                             | municipiul București | Str. Minulescu Ion 49 sector 3 | sf. sec. XIX - prima jum. sec. XX                                                           | Încarcă foto \| video | Raportează eroare |
| B-II-m-B-19211                                      | Casă                                                                             | municipiul București | Str. Minulescu Ion 51 sector 3 44.41705°N 26.11898°E | sf. sec. XIX - prima jum. sec. XX                                                           |                       | Raportează eroare |
| B-II-m-B-19212                                      | Casă                                                                             | municipiul București | Str. Minulescu Ion 53 sector 3 44.41694°N 26.11912°E | sf. sec. XIX - prima jum. sec. XX                                                           |                       | Raportează eroare |
| B-II-m-B-19214                                      | Casă                                                                             | municipiul București | Str. Minulescu Ion 61 sector 3 44.41653°N 26.11979°E | sf. sec. XIX - prima jum. sec. XX                                                           |                       | Raportează eroare |
| B-II-m-B-19215                                      | Casă                                                                             | municipiul București | Str. Minulescu Ion 100 sector 3 44.41355°N 26.12017°E | sf. sec. XIX - prima jum. sec. XX                                                           |                       | Raportează eroare |
| B-II-m-A-19217                                      | Casa Eliad                                                                       | municipiul București | Bd. Mircea Vodă 5 sector 3 44.43134°N 26.11161°E | 1863                                                                                        |                       | Raportează eroare |
| B-II-m-B-19218                                      | Casă                                                                             | municipiul București | Bd. Mircea Vodă 28 sector 3 44.42741°N 26.11199°E | sf. sec. XIX - prima jum. sec. XX                                                           | Încarcă foto \| video | Raportează eroare |
| B-II-m-B-19219 (RAN: 179132.137)                    | Biserica „Buna Vestire” - Dobroteasa                                             | municipiul București | Bd. Mircea Vodă 35B sector 3 44.4223°N 26.11184°E | 1887-1892, sec. XVIII                                                                       | Alte imagini          | Raportează eroare |
| B-II-a-B-19233                                      | Ansamblul de arhitectură „Calea Moșilor”                                         | municipiul București | Calea Moșilor, între Bulevardul I. C. Brătianu și Bulevardul Carol I sector 2, 3 44.43657°N 26.11097°E | sf. sec. XIX                                                                                |                       | Raportează eroare |
| B-II-m-B-19234                                      | Casă                                                                             | municipiul București | Calea Moșilor 19 sector 3 44.4308°N 26.10439°E | sf. sec. XIX                                                                                | Încarcă foto \| video | Raportează eroare |
| B-II-m-B-19235                                      | Casă                                                                             | municipiul București | Calea Moșilor 21 sector 3 44.43084°N 26.10447°E | sf. sec. XIX                                                                                | Încarcă foto \| video | Raportează eroare |
| B-II-m-B-19236                                      | Casă                                                                             | municipiul București | Calea Moșilor 23 sector 3 44.43093°N 26.10461°E | sf. sec. XIX                                                                                | Încarcă foto \| video | Raportează eroare |
| B-II-m-B-19237                                      | Casă                                                                             | municipiul București | Calea Moșilor 25 sector 3 44.43103°N 26.10478°E | sf. sec. XIX                                                                                |                       | Raportează eroare |
| B-II-m-B-19238                                      | Casă                                                                             | municipiul București | Calea Moșilor 27 sector 3 | sf. sec. XIX                                                                                | Încarcă foto \| video | Raportează eroare |
| B-II-m-B-19239                                      | Magazinul „Vulturul de Mare”                                                     | municipiul București | Calea Moșilor 32 sector 3, Str. Bărăției 31 sector 3 | sf. sec. XIX - prima jum. sec. XX                                                           | Încarcă foto \| video | Raportează eroare |
| B-II-m-B-19240                                      | Casă                                                                             | municipiul București | Calea Moșilor 34 sector 3 44.43092°N 26.10472°E | sf. sec. XIX Leonida Negrescu (arhitect)                                                    | Alte imagini          | Raportează eroare |
| B-II-m-A-19241                                      | Biserica „Sf. Gheorghe Vechi”                                                    | municipiul București | Calea Moșilor 36 sector 3 44.43082°N 26.10488°E | sec. XVII - XIX                                                                             | Alte imagini          | Raportează eroare |
| B-II-m-B-19242                                      | Casă                                                                             | municipiul București | Calea Moșilor 38 sector 3 44.43103°N 26.10489°E | sf. sec. XIX                                                                                | Încarcă foto \| video | Raportează eroare |
| B-II-m-B-19243                                      | Casă                                                                             | municipiul București | Calea Moșilor 40 sector 3 44.43107°N 26.10496°E | sf. sec. XIX                                                                                | Alte imagini          | Raportează eroare |
| B-II-m-B-19244                                      | Casă                                                                             | municipiul București | Calea Moșilor 44 sector 3 | sf. sec. XIX                                                                                | Încarcă foto \| video | Raportează eroare |
| B-II-m-B-19245                                      | Casă                                                                             | municipiul București | Calea Moșilor 46 sector 3 | sf. sec. XIX                                                                                | Alte imagini          | Raportează eroare |
| B-II-m-B-19246                                      | Case                                                                             | municipiul București | Calea Moșilor 62-68 sector 3 | sf. sec. XIX                                                                                | Încarcă foto \| video | Raportează eroare |
| B-II-m-B-19248                                      | Casă                                                                             | municipiul București | Calea Moșilor 73 sector 3 44.43468°N 26.10797°E | sf. sec. XIX                                                                                |                       | Raportează eroare |
| B-II-m-B-19249                                      | Casă                                                                             | municipiul București | Calea Moșilor 74 sector 3 44.43224°N 26.10602°E | sf. sec. XIX                                                                                | Încarcă foto \| video | Raportează eroare |
| B-II-m-B-19250                                      | Casă                                                                             | municipiul București | Calea Moșilor 75 sector 3 44.43509°N 26.10823°E | sf. sec. XIX                                                                                | Încarcă foto \| video | Raportează eroare |
| B-II-m-B-19251                                      | Casă                                                                             | municipiul București | Calea Moșilor 77 sector 3 44.43501°N 26.10826°E | sf. sec. XIX - înc. sec. XX                                                                 |                       | Raportează eroare |
| B-II-m-A-19252                                      | Biserica „Intrarea Maicii Domnului în Biserică” - cu Sfinți                      | municipiul București | Calea Moșilor 79 sector 3 44.43515°N 26.10847°E | 1728                                                                                        | Alte imagini          | Raportează eroare |
| B-II-m-B-19253 (RAN: 179132.107)                    | Casă                                                                             | municipiul București | Calea Moșilor 82 sector 3 44.43252°N 26.1063°E | sf. sec. XIX                                                                                | Alte imagini          | Raportează eroare |
| B-II-m-B-19254                                      | Casă                                                                             | municipiul București | Calea Moșilor 84 sector 3 44.43289°N 26.1066°E | 1864                                                                                        | Alte imagini          | Raportează eroare |
| B-II-m-B-19255                                      | Casă                                                                             | municipiul București | Calea Moșilor 86 sector 3 44.43303°N 26.10694°E | sf. sec. XIX                                                                                | Încarcă foto \| video | Raportează eroare |
| B-II-m-B-19256                                      | Casă                                                                             | municipiul București | Calea Moșilor 88 sector 3 44.43316°N 26.10682°E | sf. sec. XIX                                                                                | Alte imagini          | Raportează eroare |
| B-II-m-B-19257                                      | Casă                                                                             | municipiul București | Calea Moșilor 90 sector 3 44.43371°N 26.10727°E | 1894                                                                                        |                       | Raportează eroare |
| B-II-m-B-19258                                      | Casa Sofia Popp                                                                  | municipiul București | Calea Moșilor 91 sector 3 44.43467°N 26.10794°E | sf. sec. XIX                                                                                |                       | Raportează eroare |
| B-II-m-B-19259                                      | Casă                                                                             | municipiul București | Calea Moșilor 92 sector 3 44.43377°N 26.10746°E | 1894                                                                                        | Încarcă foto \| video | Raportează eroare |
| B-II-m-B-19260                                      | Fosta casă Popp și Bunescu - corpul principal                                    | municipiul București | Calea Moșilor 122 sector 3 | sf. sec. XIX                                                                                | Încarcă foto \| video | Raportează eroare |
| B-II-m-B-19261                                      | Casa Bercovici                                                                   | municipiul București | Calea Moșilor 128 sector 3 44.43525°N 26.10851°E | sf. sec. XIX                                                                                |                       | Raportează eroare |
| B-II-m-B-19262                                      | Hanul Solacolu                                                                   | municipiul București | Calea Moșilor 134-134A sector 3 44.4364°N 26.1115°E | sf. sec. XIX                                                                                |                       | Raportează eroare |
| B-II-m-B-19263                                      | Casă                                                                             | municipiul București | Calea Moșilor 136-138 sector 3 | sf. sec. XIX                                                                                | Încarcă foto \| video | Raportează eroare |
| B-II-m-B-19293                                      | Casă                                                                             | municipiul București | Str. Nottara Constantin 8 sector 3 | prima jum. sec. XX                                                                          | Încarcă foto \| video | Raportează eroare |
| B-II-m-B-19294                                      | Casă                                                                             | municipiul București | Str. Nottara Constantin 9 sector 3 | prima jum. sec. XX                                                                          |                       | Raportează eroare |
| B-II-m-B-19295                                      | Casă                                                                             | municipiul București | Str. Nottara Constantin 11 sector 3 | prima jum. sec. XX                                                                          |                       | Raportează eroare |
| B-II-m-B-19296                                      | Casă                                                                             | municipiul București | Str. Nottara Constantin 13 sector 3 | prima jum. sec. XX                                                                          |                       | Raportează eroare |
| B-II-m-B-19297                                      | Casă                                                                             | municipiul București | Str. Nottara Constantin 15 sector 3 | prima jum. sec. XX                                                                          |                       | Raportează eroare |
| B-II-m-B-19298                                      | Casă                                                                             | municipiul București | Str. Nottara Constantin 19 sector 3 | prima jum. sec. XX                                                                          |                       | Raportează eroare |
| B-II-m-B-19299                                      | Casă                                                                             | municipiul București | Str. Nottara Constantin 31 sector 3 | prima jum. sec. XX                                                                          | Încarcă foto \| video | Raportează eroare |
| B-II-m-B-19300                                      | Casă                                                                             | municipiul București | Str. Nottara Constantin 33 sector 3 | prima jum. sec. XX                                                                          | Încarcă foto \| video | Raportează eroare |
| B-II-m-B-19307                                      | Casă - fațadele de nord, vest și sud                                             | municipiul București | Str. Olteni 1 sector 3, str. Clucerul Udricani nr. 12 44.42936°N 26.10933°E | sf. sec. XIX                                                                                | Alte imagini          | Raportează eroare |
| B-II-m-B-19308                                      | Casă                                                                             | municipiul București | Str. Olteni 5 sector 3 44.42896°N 26.11°E | sf. sec. XIX                                                                                |                       | Raportează eroare |
| B-II-m-B-19309                                      | Casă                                                                             | municipiul București | Str. Olteni 9 sector 3 44.42882°N 26.11024°E | sf. sec. XIX                                                                                |                       | Raportează eroare |
| B-II-m-B-19329                                      | Imobil                                                                           | municipiul București | Str. Pann Anton 9 sector 3 | sf. sec. XIX - prima jum. sec. XX                                                           | Încarcă foto \| video | Raportează eroare |
| B-II-m-B-19330                                      | Casă                                                                             | municipiul București | Str. Pann Anton 12 sector 3 | sf. sec. XIX - prima jum. sec. XX                                                           | Încarcă foto \| video | Raportează eroare |
| B-II-m-B-19331                                      | Casa Anton Pann                                                                  | municipiul București | Str. Pann Anton 20 sector 3 | sf. sec. XIX                                                                                | Încarcă foto \| video | Raportează eroare |
| B-II-a-B-19332                                      | Ansamblul de arhitectură „Intr. Parfumului”                                      | municipiul București | Intr. Parfumului sector 3 | sf. sec. XIX - prima jum. sec. XX                                                           | Încarcă foto \| video | Raportează eroare |
| B-II-m-B-19333                                      | Casă                                                                             | municipiul București | Str. Parfumului 6 sector 3 44.42994°N 26.11698°E | sf. sec. XIX - prima jum. sec. XX                                                           |                       | Raportează eroare |
| B-II-m-B-19334                                      | Casă                                                                             | municipiul București | Str. Parfumului 11 sector 3 44.42942°N 26.11689°E | sf. sec. XIX - prima jum. sec. XX                                                           |                       | Raportează eroare |
| B-II-m-B-19335                                      | Casă                                                                             | municipiul București | Str. Parfumului 12 sector 3 44.42964°N 26.11692°E | sf. sec. XIX - prima jum. sec. XX                                                           |                       | Raportează eroare |
| B-II-m-B-19336                                      | Casă                                                                             | municipiul București | Str. Parfumului 13 sector 3 44.42953°N 26.11689°E | sf. sec. XIX - prima jum. sec. XX                                                           |                       | Raportează eroare |
| B-II-m-B-19337                                      | Casă                                                                             | municipiul București | Str. Parfumului 14 sector 3 44.42965°N 26.11691°E | sf. sec. XIX - prima jum. sec. XX                                                           |                       | Raportează eroare |
| B-II-m-B-19338                                      | Casă                                                                             | municipiul București | Str. Parfumului 18 sector 3 | sf. sec. XIX - prima jum. sec. XX                                                           |                       | Raportează eroare |
| B-II-m-B-19339                                      | Casa în care a locuit Ilarie Voronca                                             | municipiul București | Str. Parfumului 20 sector 3 | sf. sec. XIX - prima jum. sec. XX                                                           |                       | Raportează eroare |
| B-II-m-B-19340                                      | Casă                                                                             | municipiul București | Str. Parfumului 24 sector 3 | sf. sec. XIX - prima jum. sec. XX                                                           |                       | Raportează eroare |
| B-II-m-B-19341                                      | Casă                                                                             | municipiul București | Str. Parfumului 31 sector 3 | sf. sec. XIX - prima jum. sec. XX                                                           |                       | Raportează eroare |
| B-II-m-B-19342                                      | Casă                                                                             | municipiul București | Str. Parfumului 33 sector 3 | sf. sec. XIX - prima jum. sec. XX                                                           |                       | Raportează eroare |
| B-II-m-B-19343                                      | Casă                                                                             | municipiul București | Str. Parfumului 35 sector 3 | sf. sec. XIX - prima jum. sec. XX                                                           |                       | Raportează eroare |
| B-II-m-B-19344                                      | Casă                                                                             | municipiul București | Str. Parfumului 37 sector 3 | sf. sec. XIX - prima jum. sec. XX                                                           |                       | Raportează eroare |
| B-II-m-B-19364                                      | Hotel Patria - Elias                                                             | municipiul București | Str. Patriei 3 sector 3 44.4299°N 26.104°E | sec. XIX                                                                                    | Alte imagini          | Raportează eroare |
| B-II-a-B-19366                                      | Ansamblul de arhitectură „Str. Pătrașcu Vodă”                                    | municipiul București | Str. Pătrașcu Vodă sector 3 | sf. sec. XIX                                                                                |                       | Raportează eroare |
| B-II-m-B-19367                                      | Casă cu prăvălie                                                                 | municipiul București | Str. Pătrașcu Vodă 3 sector 3 44.43339°N 26.1045°E | sf. sec. XIX                                                                                | Alte imagini          | Raportează eroare |
| B-II-m-B-19368                                      | Casă                                                                             | municipiul București | Str. Pătrașcu Vodă 3bis sector 3 44.43339°N 26.1045°E | sf. sec. XIX                                                                                | Încarcă foto \| video | Raportează eroare |
| B-II-m-B-19369                                      | Casă                                                                             | municipiul București | Str. Pătrașcu Vodă 5 sector 3 44.4334°N 26.1047°E | sf. sec. XIX                                                                                | Alte imagini          | Raportează eroare |
| B-II-m-B-19370                                      | Casă                                                                             | municipiul București | Str. Pătrașcu Vodă 7 sector 3 44.4334°N 26.1048°E | sf. sec. XIX                                                                                |                       | Raportează eroare |
| B-II-m-B-19371                                      | Casă                                                                             | municipiul București | Str. Pătrașcu Vodă 8 sector 3 44.43333°N 26.1044°E | sf. sec. XIX                                                                                |                       | Raportează eroare |
| B-II-m-B-19372                                      | Casă                                                                             | municipiul București | Str. Pătrașcu Vodă 10 sector 3 44.43334°N 26.1045°E | sf. sec. XIX                                                                                |                       | Raportează eroare |
| B-II-m-B-19373                                      | Casă                                                                             | municipiul București | Str. Pătrașcu Vodă 12 sector 3 44.43335°N 26.10459°E | sf. sec. XIX                                                                                |                       | Raportează eroare |
| B-II-m-B-19374                                      | Casă                                                                             | municipiul București | Str. Pătrașcu Vodă 14 sector 3 44.43339°N 26.10488°E | sf. sec. XIX                                                                                |                       | Raportează eroare |
| B-II-m-B-19452                                      | Casele Bacaloglu                                                                 | municipiul București | Str. Popa Soare 1bis sector 3 | 1887                                                                                        |                       | Raportează eroare |
| B-II-m-B-19453                                      | Casă                                                                             | municipiul București | Str. Popa Soare 2 sector 3 44.43326°N 26.11276°E | sf. sec. XIX - prima jum. sec. XX                                                           | Încarcă foto \| video | Raportează eroare |
| B-II-m-B-19454                                      | Casă                                                                             | municipiul București | Str. Popa Soare 4 sector 3 44.43337°N 26.11272°E | sf. sec. XIX - prima jum. sec. XX                                                           |                       | Raportează eroare |
| B-II-m-B-19456                                      | Casă                                                                             | municipiul București | Str. Popa Soare 52 sector 3 44.43541°N 26.11914°E | sf. sec. XIX - prima jum. sec. XX                                                           |                       | Raportează eroare |
| B-II-m-B-19458                                      | Casă                                                                             | municipiul București | Str. Popa Soare 55 sector 3 44.43551°N 26.11929°E | sf. sec. XIX - prima jum. sec. XX                                                           |                       | Raportează eroare |
| B-II-m-A-19462 (RAN: 179132.147)                    | Biserica „Sf. Dumitru - de jurământ”                                             | municipiul București | Str. Poștei 2 sector 3 44.4308°N 26.09831°E | sec. XVII - XIX                                                                             | Alte imagini          | Raportează eroare |
| B-II-m-B-19463                                      | Spitalul P.T.T.R.                                                                | municipiul București | Str. Poștei 4 sector 3 44.4307°N 26.099°E | sf. sec. XIX - prima jum. sec. XX                                                           |                       | Raportează eroare |
| B-II-a-A-19464                                      | Ansamblul Bisericii Stavropoleos                                                 | municipiul București | Str. Poștei 6 sector 3 44.43187°N 26.09858°E |                                                                                             | Alte imagini          | Raportează eroare |
| B-II-m-A-19464.01 (RAN: 179132.118)                 | Biserica „Sf. Arhangheli Mihail și Gavril, Sf. Athanasie cel Mare”               | municipiul București | Str. Poștei 6 sector 3 44.43187°N 26.09858°E | 1724, înc. sec. XX                                                                          |                       | Raportează eroare |
| B-II-m-A-19464.02                                   | Casă parohială și lapidarium                                                     | municipiul București | Str. Poștei 6 sector 3 44.43187°N 26.09858°E | 1904 Ion Mincu (arhitect)                                                                   |                       | Raportează eroare |
| B-II-m-A-19464.03                                   | Turn clopotniță                                                                  | municipiul București | Str. Poștei 6 sector 3 | 1904                                                                                        |                       | Raportează eroare |
| B-II-m-A-19542                                      | Casa Stanovici                                                                   | municipiul București | Str. Remus 6 sector 3 44.43271°N 26.11586°E | 1912                                                                                        |                       | Raportează eroare |
| B-II-a-B-19544                                      | Ansamblul de arhitectură „Str. C.F. Robescu”                                     | municipiul București | Str. Robescu C. F. sector 3 | sf. sec. XIX - prima jum. sec. XX                                                           |                       | Raportează eroare |
| B-II-m-B-19545                                      | Casă                                                                             | municipiul București | Str. Robescu C. F. 1-1bis sector 3 | sf. sec. XIX                                                                                | Alte imagini          | Raportează eroare |
| B-II-m-B-19546                                      | Imobil                                                                           | municipiul București | Str. Robescu C. F. 2 sector 3 | prima jum. sec. XX                                                                          |                       | Raportează eroare |
| B-II-m-B-19547                                      | Casă                                                                             | municipiul București | Str. Robescu C. F. 3 sector 3 | sf. sec. XIX                                                                                | Alte imagini          | Raportează eroare |
| B-II-m-B-19548                                      | Casă                                                                             | municipiul București | Str. Robescu C. F. 5 sector 3 | sf. sec. XIX                                                                                | Alte imagini          | Raportează eroare |
| B-II-m-B-19549                                      | Casă                                                                             | municipiul București | Str. Robescu C. F. 6 sector 3 | înc. sec. XX                                                                                |                       | Raportează eroare |
| B-II-m-B-19550                                      | Casă                                                                             | municipiul București | Str. Robescu C. F. 7 sector 3 | sf. sec. XIX                                                                                | Alte imagini          | Raportează eroare |
| B-II-m-B-19551                                      | Casă                                                                             | municipiul București | Str. Robescu C. F. 8 sector 3 | sf. sec. XIX                                                                                | Alte imagini          | Raportează eroare |
| B-II-m-B-19552                                      | Casă                                                                             | municipiul București | Str. Robescu C. F. 9 sector 3 | sf. sec. XIX                                                                                | Alte imagini          | Raportează eroare |
| B-II-m-B-19553                                      | Casă                                                                             | municipiul București | Str. Robescu C. F. 10 sector 3 | sf. sec. XIX                                                                                | Alte imagini          | Raportează eroare |
| B-II-m-B-19554                                      | Casă                                                                             | municipiul București | Str. Robescu C. F. 11 sector 3 | sf. sec. XIX                                                                                | Alte imagini          | Raportează eroare |
| B-II-m-B-19555                                      | Casă                                                                             | municipiul București | Str. Robescu C. F. 12 sector 3 | sf. sec. XIX                                                                                | Alte imagini          | Raportează eroare |
| B-II-m-B-19556                                      | Casă cu prăvălie                                                                 | municipiul București | Str. Robescu C. F. 12A sector 3 | sf. sec. XIX                                                                                | Încarcă foto \| video | Raportează eroare |
| B-II-m-B-19557                                      | Casă                                                                             | municipiul București | Str. Robescu C. F. 13 sector 3 | sf. sec. XIX                                                                                | Alte imagini          | Raportează eroare |
| B-II-m-B-19558                                      | Casă                                                                             | municipiul București | Str. Robescu C. F. 15 sector 3 | sf. sec. XIX                                                                                | Alte imagini          | Raportează eroare |
| B-II-m-B-19559                                      | Casă                                                                             | municipiul București | Str. Robescu C. F. 16 sector 3 | sf. sec. XIX                                                                                | Alte imagini          | Raportează eroare |
| B-II-m-B-19560                                      | Casă                                                                             | municipiul București | Str. Robescu C. F. 17 sector 3 | sf. sec. XIX                                                                                | Alte imagini          | Raportează eroare |
| B-II-m-B-19561                                      | Casă                                                                             | municipiul București | Str. Robescu C. F. 18 sector 3 | sf. sec. XIX                                                                                | Alte imagini          | Raportează eroare |
| B-II-m-B-19562                                      | Biserica „Sf. Mina”                                                              | municipiul București | Str. Robescu C. F. 18A sector 3 44.43227°N 26.11049°E | sf. sec. XIX                                                                                | Alte imagini          | Raportează eroare |
| B-II-m-B-19563                                      | Casă                                                                             | municipiul București | Str. Robescu C. F. 19 sector 3 | sf. sec. XIX                                                                                | Alte imagini          | Raportează eroare |
| B-II-m-B-19564                                      | Casă                                                                             | municipiul București | Str. Robescu C. F. 21 sector 3 | sf. sec. XIX                                                                                | Alte imagini          | Raportează eroare |
| B-II-a-B-19591                                      | Ansamblul de arhitectură „Str. Romulus”                                          | municipiul București | Str. Romulus sector 2, 3 | sf. sec. XIX                                                                                |                       | Raportează eroare |
| B-II-m-B-19592                                      | Casă                                                                             | municipiul București | Str. Romulus 1 sector 3 44.43485°N 26.11293°E | sf. sec. XIX                                                                                | Alte imagini          | Raportează eroare |
| B-II-m-B-19593                                      | Casă                                                                             | municipiul București | Str. Romulus 2 sector 3 44.43471°N 26.11286°E | sf. sec. XIX                                                                                | Alte imagini          | Raportează eroare |
| B-II-m-B-19594                                      | Casă                                                                             | municipiul București | Str. Romulus 4 sector 3 44.43463°N 26.11309°E | sf. sec. XIX                                                                                | Alte imagini          | Raportează eroare |
| B-II-m-B-19595                                      | Casă                                                                             | municipiul București | Str. Romulus 7 sector 3 44.43463°N 26.11342°E | sf. sec. XIX                                                                                | Alte imagini          | Raportează eroare |
| B-II-m-B-19596                                      | Casă                                                                             | municipiul București | Str. Romulus 9 sector 3 | sf. sec. XIX                                                                                | Alte imagini          | Raportează eroare |
| B-II-m-B-19597                                      | Casă                                                                             | municipiul București | Str. Romulus 15-17 sector 3 | sf. sec. XIX                                                                                | Alte imagini          | Raportează eroare |
| B-II-m-B-19599                                      | Casă                                                                             | municipiul București | Str. Romulus 19 sector 3 44.43369°N 26.11455°E | sf. sec. XIX                                                                                | Alte imagini          | Raportează eroare |
| B-II-m-B-19600                                      | Casă                                                                             | municipiul București | Str. Romulus 20 sector 3 44.43361°N 26.11439°E | 1904                                                                                        |                       | Raportează eroare |
| B-II-m-B-19601                                      | Casă                                                                             | municipiul București | Str. Romulus 22 sector 3 44.43352°N 26.11443°E | sf. sec. XIX - prima jum. sec. XX                                                           |                       | Raportează eroare |
| B-II-m-B-19602                                      | Casă                                                                             | municipiul București | Str. Romulus 32A sector 3 44.4326°N 26.11485°E | înc. sec. XX                                                                                |                       | Raportează eroare |
| B-II-m-B-19603                                      | Casă                                                                             | municipiul București | Str. Romulus 35 sector 3 44.43252°N 26.11507°E | sf. sec. XIX                                                                                | Alte imagini          | Raportează eroare |
| B-II-m-B-19604                                      | Casă                                                                             | municipiul București | Str. Romulus 37 sector 3 44.4324°N 26.11503°E | sf. sec. XIX                                                                                | Alte imagini          | Raportează eroare |
| B-II-m-B-19605                                      | Casă                                                                             | municipiul București | Str. Romulus 39 sector 3 44.43208°N 26.1149°E | sf. sec. XIX                                                                                | Încarcă foto \| video | Raportează eroare |
| B-II-m-B-19606                                      | Casă                                                                             | municipiul București | Str. Romulus 40 sector 3 44.43172°N 26.11462°E | sf. sec. XIX - prima jum. sec. XX                                                           |                       | Raportează eroare |
| B-II-m-B-19607                                      | Casa Ionel Teodoreanu                                                            | municipiul București | Str. Romulus 53 sector 3 44.43104°N 26.11491°E | sf. sec. XIX - prima jum. sec. XX                                                           |                       | Raportează eroare |
| B-II-m-B-19608                                      | Casă                                                                             | municipiul București | Str. Romulus 55 sector 3 44.43063°N 26.11504°E | sf. sec. XIX - prima jum. sec. XX                                                           |                       | Raportează eroare |
| B-II-m-B-19609                                      | Casele M. I. Demetrescu                                                          | municipiul București | Str. Romulus 56 sector 3 44.42987°N 26.11501°E | 1894                                                                                        |                       | Raportează eroare |
| B-II-m-B-19610                                      | Casă                                                                             | municipiul București | Str. Romulus 57 sector 3 44.43062°N 26.11501°E | sf. sec. XIX - prima jum. sec. XX                                                           |                       | Raportează eroare |
| B-II-m-B-19611                                      | Casă                                                                             | municipiul București | Str. Romulus 59 sector 3 44.4304°N 26.11503°E | sf. sec. XIX                                                                                | Alte imagini          | Raportează eroare |
| B-II-m-B-19612                                      | Casă                                                                             | municipiul București | Str. Romulus 63 sector 3 44.43016°N 26.11514°E | sf. sec. XIX                                                                                | Alte imagini          | Raportează eroare |
| B-II-m-B-19613                                      | Casă                                                                             | municipiul București | Str. Romulus 66 sector 3 44.42863°N 26.11534°E | 1896                                                                                        | Alte imagini          | Raportează eroare |
| B-II-m-B-19614                                      | Casă                                                                             | municipiul București | Str. Romulus 69 sector 3 44.42991°N 26.11522°E | sf. sec. XIX                                                                                | Alte imagini          | Raportează eroare |
| B-II-m-B-19615                                      | Casă                                                                             | municipiul București | Str. Romulus 72 sector 3 44.42828°N 26.11553°E | sf. sec. XIX                                                                                | Alte imagini          | Raportează eroare |
| B-II-m-B-19616                                      | Casă                                                                             | municipiul București | Str. Romulus 77 sector 3 44.42873°N 26.11547°E | sf. sec. XIX                                                                                | Alte imagini          | Raportează eroare |
| B-II-m-B-19617                                      | Casă                                                                             | municipiul București | Str. Romulus 79 sector 3 44.42879°N 26.11549°E | sf. sec. XIX                                                                                | Alte imagini          | Raportează eroare |
| B-II-m-B-19618                                      | Casă                                                                             | municipiul București | Str. Romulus 87 sector 3 44.42806°N 26.11556°E | sf. sec. XIX                                                                                | Alte imagini          | Raportează eroare |
| B-II-m-B-19646                                      | Casă                                                                             | municipiul București | Str. Sarmisegetusa 3 sector 3 44.4335°N 26.1052°E | sf. sec. XIX                                                                                |                       | Raportează eroare |
| B-II-m-B-19647                                      | Casă                                                                             | municipiul București | Str. Sarmisegetusa 4 sector 3 | sf. sec. XIX                                                                                | Încarcă foto \| video | Raportează eroare |
| B-II-m-B-19648                                      | Casă                                                                             | municipiul București | Str. Sarmisegetusa 6 sector 3 44.4336°N 26.105°E | sf. sec. XIX                                                                                | Alte imagini          | Raportează eroare |
| B-II-m-B-19649                                      | Casă                                                                             | municipiul București | Str. Sarmisegetusa 8 sector 3 44.4335°N 26.105°E | sf. sec. XIX                                                                                |                       | Raportează eroare |
| B-II-m-A-19654 (RAN: 179132.119)                    | Biserica „Adormirea Maicii Domnului” - Scaune                                    | municipiul București | Str. Scaune 2 sector 3 44.43507°N 26.10539°E | 1705                                                                                        | Alte imagini          | Raportează eroare |
| B-II-m-B-18572                                      | Casă                                                                             | municipiul București | Str. Sfânta Vineri 5 sector 3 44.431°N 26.10607°E | sf. sec. XIX - prima jum. sec. XX                                                           |                       | Raportează eroare |
| B-II-m-B-19671                                      | Imobil                                                                           | municipiul București | Str. Sfânta Vineri 7 sector 3 44.4309°N 26.10625°E | sf. sec. XIX - prima jum. sec. XX                                                           |                       | Raportează eroare |
| B-II-m-A-19672                                      | Templul Coral                                                                    | municipiul București | Str. Sfânta Vineri 9 sector 3 44.4285°N 26.108°E | sf. sec. XIX - prima jum. sec. XX I. Enderle, Gustav Freiwald (arhitect)                    |                       | Raportează eroare |
| B-II-m-B-19673                                      | Clădirea Electrecord                                                             | municipiul București | Str. Sfânta Vineri 13 sector 3, Bd. Corneliu Coposu 11 sector 3 | sf. sec. XIX - prima jum. sec. XX                                                           | Încarcă foto \| video | Raportează eroare |
| B-II-a-B-19690                                      | Ansamblul de arhitectură „Str. Alexandru Sihleanu”                               | municipiul București | Str. Sihleanu Alexandru sector 3 | prima jum. sec. XX                                                                          |                       | Raportează eroare |
| B-II-m-B-19696                                      | Casa Kalinderu                                                                   | municipiul București | Str. Sion Vasile dr. 2-4 sector 3 | 1906-1908                                                                                   | Încarcă foto \| video | Raportează eroare |
| B-II-m-B-19697                                      | Casă                                                                             | municipiul București | Str. Slănic 2 sector 3 44.4337°N 26.1039°E | sf. sec. XIX - prima jum. sec. XX                                                           |                       | Raportează eroare |
| B-II-m-B-19698                                      | Casă                                                                             | municipiul București | Str. Slănic 4 sector 3 44.4341°N 26.1048°E | sf. sec. XIX                                                                                | Alte imagini          | Raportează eroare |
| B-II-m-B-19699                                      | Casă                                                                             | municipiul București | Str. Slănic 6 sector 3 44.43419°N 26.10489°E | sf. sec. XIX - prima jum. sec. XX                                                           |                       | Raportează eroare |
| B-II-m-B-19700                                      | Casă                                                                             | municipiul București | Str. Slănic 8 sector 3 44.4343°N 26.10498°E | sf. sec. XIX - prima jum. sec. XX                                                           |                       | Raportează eroare |
| B-II-m-B-19701                                      | Casă                                                                             | municipiul București | Str. Slănic 10 sector 3 44.43442°N 26.1051°E | sf. sec. XIX - prima jum. sec. XX                                                           |                       | Raportează eroare |
| B-II-m-B-19702                                      | Casă                                                                             | municipiul București | Str. Slănic 12 sector 3 44.43449°N 26.10515°E | sf. sec. XIX - prima jum. sec. XX                                                           |                       | Raportează eroare |
| B-II-m-B-19703                                      | Casă                                                                             | municipiul București | Str. Slănic 24 sector 3 44.43554°N 26.10491°E | sf. sec. XIX                                                                                | Alte imagini          | Raportează eroare |
| B-II-m-B-19704                                      | Fosta Bancă Agricolă                                                             | municipiul București | Str. Smârdan 3 sector 3 44.43296°N 26.10043°E | înc. sec. XX                                                                                |                       | Raportează eroare |
| B-II-m-B-19705                                      | Biblioteca Finanțe Credit                                                        | municipiul București | Str. Smârdan 5 sector 3 44.43261°N 26.10001°E | prima jum. sec. XX                                                                          |                       | Raportează eroare |
| B-II-m-B-19706                                      | Casă                                                                             | municipiul București | Str. Smârdan 9 sector 3 44.4324°N 26.10004°E | sf. sec. XIX                                                                                | Alte imagini          | Raportează eroare |
| B-II-m-B-19707                                      | Casă                                                                             | municipiul București | Str. Smârdan 11 sector 3 | sf. sec. XIX                                                                                | Încarcă foto \| video | Raportează eroare |
| B-II-m-B-19708                                      | Hotel Concordia                                                                  | municipiul București | Str. Smârdan 39 sector 3 44.4308°N 26.09994°E | sf. sec. XIX                                                                                | Încarcă foto \| video | Raportează eroare |
| B-II-m-B-19709                                      | Casă                                                                             | municipiul București | Str. Smârdan 43 sector 3, Str. Șelari 28 sector 3 | sf. sec. XIX                                                                                | Alte imagini          | Raportează eroare |
| B-II-a-B-19710                                      | Ansamblul de arhitectură „Str. Soarelui”                                         | municipiul București | Str. Soarelui sector 3 | înc. sec. XIX                                                                               | Încarcă foto \| video | Raportează eroare |
| B-II-m-B-19711                                      | Curtea Sticlarilor                                                               | municipiul București | Str. Soarelui 2-4 sector 3 44.43052°N 26.10064°E | înc. sec. XIX                                                                               | Alte imagini          | Raportează eroare |
| B-II-m-B-19712 (RAN: 179132.121)                    | Curtea Veche-Baia turcească                                                      | municipiul București | Str. Soarelui 3-5 sector 3 44.4298°N 26.1009°E | înc. sec. XIX                                                                               |                       | Raportează eroare |
| B-II-a-B-19726                                      | Ansamblul de arhitectură „Str. Stavropoleos”                                     | municipiul București | Str. Stavropoleos sector 3 44.43194°N 26.09775°E | sf. sec. XIX                                                                                |                       | Raportează eroare |
| B-II-m-B-19727                                      | Imobil                                                                           | municipiul București | Str. Stavropoleos 3 sector 3 | sf. sec. XIX                                                                                | Alte imagini          | Raportează eroare |
| B-II-m-B-19728                                      | Clădirea „Carul cu bere”                                                         | municipiul București | Str. Stavropoleos 5 sector 3 44.4321°N 26.0981°E | sf. sec. XIX Siegfrid Kofczinsky (arhitect)                                                 | Alte imagini          | Raportează eroare |
| B-II-m-B-19729                                      | Banca Creditul Român                                                             | municipiul București | Str. Stavropoleos 6 sector 3 44.43185°N 26.09921°E | sf. sec. XIX - prima jum. sec. XX                                                           |                       | Raportează eroare |
| B-II-m-B-19730                                      | Banca Societății de asigurări „Dacia - România”                                  | municipiul București | Str. Stavropoleos 7 sector 3 44.43196°N 26.09842°E | 1880                                                                                        |                       | Raportează eroare |
| B-II-a-B-19731                                      | Ansamblul de arhitectură „Str. Stelea Spătarul”                                  | municipiul București | Str. Stelea Spătarul sector 3 | sf. sec. XIX - prima jum. sec. XX                                                           |                       | Raportează eroare |
| B-II-m-B-19732                                      | Casă                                                                             | municipiul București | Str. Stelea Spătarul 3A sector 3 44.43132°N 26.1062°E | sf. sec. XIX - prima jum. sec. XX                                                           |                       | Raportează eroare |
| B-II-m-B-19733                                      | Casă                                                                             | municipiul București | Str. Stelea Spătarul 6 sector 3 44.43147°N 26.10658°E | sf. sec. XIX - prima jum. sec. XX                                                           |                       | Raportează eroare |
| B-II-m-B-19734                                      | Imobil locuințe                                                                  | municipiul București | Str. Stelea Spătarul 8 sector 3 44.43152°N 26.10668°E | 1935                                                                                        |                       | Raportează eroare |
| B-II-m-B-19735                                      | Casă                                                                             | municipiul București | Str. Stelea Spătarul 9 sector 3 44.43153°N 26.10654°E | sf. sec. XIX - prima jum. sec. XX                                                           |                       | Raportează eroare |
| B-II-m-B-19736                                      | Imobil locuințe                                                                  | municipiul București | Str. Stelea Spătarul 10 sector 3 44.43139°N 26.10686°E | 1933                                                                                        |                       | Raportează eroare |
| B-II-m-B-19737                                      | Casa Breslelor                                                                   | municipiul București | Str. Stelea Spătarul 10A sector 3 44.43139°N 26.10686°E | sf. sec. XIX                                                                                | Alte imagini          | Raportează eroare |
| B-II-m-B-19738                                      | Casă                                                                             | municipiul București | Str. Stelea Spătarul 11B sector 3 44.4316°N 26.10662°E | sf. sec. XIX                                                                                |                       | Raportează eroare |
| B-II-m-B-19739                                      | Casă                                                                             | municipiul București | Str. Stelea Spătarul 12 sector 3 44.43142°N 26.10733°E | sf. sec. XIX                                                                                | Alte imagini          | Raportează eroare |
| B-II-m-B-19740                                      | Casă                                                                             | municipiul București | Str. Stelea Spătarul 14 sector 3 44.43153°N 26.10772°E | sf. sec. XIX                                                                                | Alte imagini          | Raportează eroare |
| B-II-m-B-19741                                      | Casă                                                                             | municipiul București | Str. Stelea Spătarul 16 sector 3 44.43158°N 26.10789°E | sf. sec. XIX                                                                                | Alte imagini          | Raportează eroare |
| B-II-m-B-19742                                      | Casă                                                                             | municipiul București | Str. Stelea Spătarul 18 sector 3 44.43162°N 26.10803°E | sf. sec. XIX                                                                                |                       | Raportează eroare |
| B-II-m-B-19743                                      | Casă                                                                             | municipiul București | Str. Stelea Spătarul 20 sector 3 44.43166°N 26.10816°E | sf. sec. XIX                                                                                | Alte imagini          | Raportează eroare |
| B-II-m-B-19744                                      | Casă                                                                             | municipiul București | Str. Stelea Spătarul 21 sector 3 44.43152°N 26.10712°E | sf. sec. XIX                                                                                | Alte imagini          | Raportează eroare |
| B-II-m-B-19745                                      | Casă                                                                             | municipiul București | Str. Stelea Spătarul 22 sector 3 44.43175°N 26.10838°E | sf. sec. XIX                                                                                |                       | Raportează eroare |
| B-II-m-B-19746                                      | Casă                                                                             | municipiul București | Str. Stelea Spătarul 23 sector 3 44.43157°N 26.10752°E | sf. sec. XIX                                                                                | Alte imagini          | Raportează eroare |
| B-II-m-B-19747                                      | Casă                                                                             | municipiul București | Str. Stelea Spătarul 24 sector 3 | sf. sec. XIX                                                                                | Alte imagini          | Raportează eroare |
| B-II-m-B-19749                                      | Casă                                                                             | municipiul București | Str. Șelari 20-22 sector 3 | sf. sec. XIX                                                                                | Încarcă foto \| video | Raportează eroare |
| B-II-m-B-19757                                      | Casă                                                                             | municipiul București | Str. Ștefanescu Teodor 2 sector 3 44.43379°N 26.10957°E | sf. sec. XIX - prima jum. sec. XX                                                           |                       | Raportează eroare |
| B-II-m-B-19758                                      | Casă                                                                             | municipiul București | Str. Ștefănescu Teodor 4 sector 3 44.43384°N 26.10979°E | sf. sec. XIX - prima jum. sec. XX                                                           |                       | Raportează eroare |
| B-II-m-A-19759 (RAN: 179132.122)                    | Biserica „Sf. Nicolae” - Negustori                                               | municipiul București | Str. Ștefănescu Teodor 5 sector 3 44.43391°N 26.10969°E | 1725-1726                                                                                   | Alte imagini          | Raportează eroare |
| B-II-m-B-19778                                      | Casă                                                                             | municipiul București | Str. Toneanu Vasile 31 sector 3 | prima jum. sec. XX                                                                          | Încarcă foto \| video | Raportează eroare |
| B-II-m-B-19779                                      | Templu mozaic                                                                    | municipiul București | Str. Toneanu Vasile 48 sector 3 44.4204°N 26.1278°E | prima jum. sec. XX                                                                          | Încarcă foto \| video | Raportează eroare |
| B-II-m-B-19780                                      | Casă                                                                             | municipiul București | Str. Toneanu Vasile 50 sector 3 | prima jum. sec. XX                                                                          | Încarcă foto \| video | Raportează eroare |
| B-II-m-B-19781                                      | Imobil                                                                           | municipiul București | Str. Traian 75 sector 3 44.43118°N 26.12058°E | sf. sec. XIX - prima jum. sec. XX                                                           |                       | Raportează eroare |
| B-II-m-B-19782                                      | Casă                                                                             | municipiul București | Str. Traian 85 sector 3 44.43206°N 26.12063°E | sf. sec. XIX - prima jum. sec. XX                                                           |                       | Raportează eroare |
| B-II-m-B-19783                                      | Casă                                                                             | municipiul București | Str. Traian 93 sector 3 44.43246°N 26.12067°E | 1899                                                                                        |                       | Raportează eroare |
| B-II-m-B-19784                                      | Casă                                                                             | municipiul București | Str. Traian 95 sector 3 44.43252°N 26.12068°E | sf. sec. XIX - prima jum. sec. XX                                                           | Încarcă foto \| video | Raportează eroare |
| B-II-m-B-19785                                      | Casă                                                                             | municipiul București | Str. Traian 97 sector 3 44.43261°N 26.12069°E | sf. sec. XIX - prima jum. sec. XX                                                           |                       | Raportează eroare |
| B-II-m-B-19786                                      | Casă                                                                             | municipiul București | Str. Traian 107 sector 3 44.43403°N 26.12089°E | 1899                                                                                        | Alte imagini          | Raportează eroare |
| B-II-m-B-19787                                      | Casă                                                                             | municipiul București | Str. Traian 110 sector 3 44.43165°N 26.12082°E | sf. sec. XIX - prima jum. sec. XX                                                           |                       | Raportează eroare |
| B-II-m-B-19788                                      | Casă                                                                             | municipiul București | Str. Traian 112 sector 3 44.43183°N 26.12083°E | sf. sec. XIX - prima jum. sec. XX                                                           |                       | Raportează eroare |
| B-II-m-B-19789                                      | Casă                                                                             | municipiul București | Str. Traian 115 sector 3 | sf. sec. XIX - prima jum. sec. XX                                                           |                       | Raportează eroare |
| B-II-m-B-19790                                      | Casă                                                                             | municipiul București | Str. Traian 118 sector 3 | sf. sec. XIX - prima jum. sec. XX                                                           |                       | Raportează eroare |
| B-II-m-B-19791                                      | Casă                                                                             | municipiul București | Str. Traian 119 sector 3 44.43466°N 26.12107°E | sf. sec. XIX - prima jum. sec. XX                                                           |                       | Raportează eroare |
| B-II-m-B-19792                                      | Casă                                                                             | municipiul București | Str. Traian 121 sector 3 | sf. sec. XIX - prima jum. sec. XX                                                           |                       | Raportează eroare |
| B-II-m-B-19793                                      | Casă                                                                             | municipiul București | Str. Traian 122-124 sector 3 | sf. sec. XIX - prima jum. sec. XX                                                           |                       | Raportează eroare |
| B-II-m-B-19794                                      | Casă                                                                             | municipiul București | Str. Traian 123 sector 3 44.43479°N 26.12115°E | sf. sec. XIX - prima jum. sec. XX                                                           |                       | Raportează eroare |
| B-II-m-B-19795                                      | Casă                                                                             | municipiul București | Str. Traian 127 sector 3 | sf. sec. XIX - prima jum. sec. XX                                                           |                       | Raportează eroare |
| B-II-m-B-19796                                      | Casă                                                                             | municipiul București | Str. Traian 137 sector 3 44.4355°N 26.12165°E | sf. sec. XIX - prima jum. sec. XX                                                           |                       | Raportează eroare |
| B-II-m-B-19797                                      | Casă                                                                             | municipiul București | Str. Traian 142 sector 3 44.43394°N 26.1216°E | sf. sec. XIX - prima jum. sec. XX                                                           | Încarcă foto \| video | Raportează eroare |
| B-II-m-B-19798                                      | Casă                                                                             | municipiul București | Str. Traian 145 sector 3 44.43621°N 26.12154°E | sf. sec. XIX - prima jum. sec. XX                                                           |                       | Raportează eroare |
| B-II-m-B-19799                                      | Casă                                                                             | municipiul București | Str. Traian 153 sector 3 | sf. sec. XIX - prima jum. sec. XX                                                           |                       | Raportează eroare |
| B-II-m-B-19800                                      | Casă                                                                             | municipiul București | Str. Traian 154 sector 3 | sf. sec. XIX - prima jum. sec. XX                                                           |                       | Raportează eroare |
| B-II-m-B-19801                                      | Casă                                                                             | municipiul București | Str. Traian 157 sector 3 44.43674°N 26.12121°E | sf. sec. XIX - prima jum. sec. XX                                                           |                       | Raportează eroare |
| B-II-m-B-19802                                      | Casă                                                                             | municipiul București | Str. Traian 160 sector 3 44.43562°N 26.12199°E | sf. sec. XIX - prima jum. sec. XX                                                           |                       | Raportează eroare |
| B-II-m-B-19803                                      | Casă                                                                             | municipiul București | Str. Traian 164 sector 3 | sf. sec. XIX - prima jum. sec. XX                                                           |                       | Raportează eroare |
| B-II-m-B-19805                                      | Casă                                                                             | municipiul București | Str. Traian 166 sector 3 44.43624°N 26.12179°E | sf. sec. XIX - prima jum. sec. XX                                                           |                       | Raportează eroare |
| B-II-m-B-19806                                      | Casă                                                                             | municipiul București | Str. Traian 168 sector 3 44.43639°N 26.12166°E | sf. sec. XIX - prima jum. sec. XX                                                           |                       | Raportează eroare |
| B-II-m-B-19807                                      | Casă                                                                             | municipiul București | Str. Traian 169 sector 3 44.43927°N 26.12045°E | sf. sec. XIX - prima jum. sec. XX                                                           |                       | Raportează eroare |
| B-II-m-B-19808                                      | Imobil                                                                           | municipiul București | Str. Traian 170 sector 3 44.43652°N 26.12159°E | sf. sec. XIX - prima jum. sec. XX                                                           |                       | Raportează eroare |
| B-II-m-B-19809                                      | Casă                                                                             | municipiul București | Str. Traian 171 sector 3 44.43938°N 26.1205°E | sf. sec. XIX - prima jum. sec. XX                                                           |                       | Raportează eroare |
| B-II-m-B-19810                                      | Casă                                                                             | municipiul București | Str. Traian 173 sector 3 44.43961°N 26.12058°E | sf. sec. XIX - prima jum. sec. XX                                                           |                       | Raportează eroare |
| B-II-m-B-19811                                      | Casă                                                                             | municipiul București | Str. Traian 175 sector 3 | sf. sec. XIX - prima jum. sec. XX                                                           |                       | Raportează eroare |
| B-II-m-B-19813                                      | Casă                                                                             | municipiul București | Str. Traian 178 sector 3 | sf. sec. XIX - prima jum. sec. XX                                                           |                       | Raportează eroare |
| B-II-m-B-19814                                      | Casă                                                                             | municipiul București | Str. Traian 180 sector 3 44.43697°N 26.12128°E | sf. sec. XIX - prima jum. sec. XX                                                           |                       | Raportează eroare |
| B-II-m-B-19824                                      | Casă                                                                             | municipiul București | Splaiul Unirii 173 sector 3 44.41539°N 26.11579°E | sf. sec. XIX - prima jum. sec. XX                                                           | Încarcă foto \| video | Raportează eroare |
| B-II-m-B-19825                                      | Casă                                                                             | municipiul București | Str. Unității 82 sector 3 44.4218°N 26.1313°E | prima jum. sec. XX                                                                          |                       | Raportează eroare |
| B-II-m-B-19827                                      | Casă                                                                             | municipiul București | Calea Văcărești 35-41 sector 3 | sf. sec. XIX - prima jum. sec. XX                                                           | Încarcă foto \| video | Raportează eroare |
| B-II-m-B-19828                                      | Casă                                                                             | municipiul București | Calea Văcărești 141B sector 3 | sf. sec. XIX                                                                                | Încarcă foto \| video | Raportează eroare |
| B-II-m-B-19829                                      | Biserica „Sfinții Împărați Constantin și Elena” - Apostol din Tabaci             | municipiul București | Calea Văcărești 143 sector 3 44.41882°N 26.114°E |                                                                                             | Alte imagini          | Raportează eroare |
| B-II-m-B-19839                                      | Palatul „Agricola - Fonciera”                                                    | municipiul București | Calea Victoriei 2 sector 3, Str. pictor Nicolae Tonitza 12 sector 3, Str. Nicolae Filitti 2 sector 3 44.42893°N 26.09673°E | înc. sec. XIX,1927                                                                          | Alte imagini          | Raportează eroare |
| B-II-m-B-19840                                      | Imobil                                                                           | municipiul București | Calea Victoriei 7 sector 3 44.43096°N 26.09665°E | sf. sec. XIX - prima jum. sec. XX                                                           |                       | Raportează eroare |
| B-II-a-A-19841                                      | Ansamblul „Curțile Văcărescu”                                                    | municipiul București | Calea Victoriei 9 sector 3, Str. Ilfov 5 sector 5 44.43115°N 26.09668°E |                                                                                             | Încarcă foto \| video | Raportează eroare |
| B-II-m-A-19841.01                                   | Fostele case I. Văcărescu-Prager                                                 | municipiul București | Calea Victoriei 9 sector 3, Str. Ilfov 5 sector 5 | sec. XVI - XVIII                                                                            | Încarcă foto \| video | Raportează eroare |
| B-II-m-A-19841.02                                   | Vestigii arheologice                                                             | municipiul București | Calea Victoriei 9 sector 3, Str. Ilfov 5 sector 5 | sec. XV-XIX                                                                                 | Încarcă foto \| video | Raportează eroare |
| B-II-m-B-19842                                      | Imobil „Societatea de Asigurări Agricole”                                        | municipiul București | Calea Victoriei 11 sector 3 44.43144°N 26.09677°E | sf. sec. XIX - prima jum. sec. XX                                                           |                       | Raportează eroare |
| B-II-m-A-19843                                      | Fostul Palat al Poștelor, azi Muzeul Național de Istorie a României              | municipiul București | Calea Victoriei 12 sector 3 44.44209°N 26.09423°E | 1900 Alexandru Săvulescu                                                                    | Alte imagini          | Raportează eroare |
| B-II-m-B-19844 (RAN: 179132.123)                    | Biserica „Nașterea Maicii Domnului și Sf. Mucenic Ciprian” - Zlătari             | municipiul București | Calea Victoriei 12bis sector 3 44.43229°N 26.09767°E | sec. XVIII - XIX                                                                            | Alte imagini          | Raportează eroare |
| B-II-m-A-19845                                      | Palatul Casei de Depuneri și Consemnațiuni                                       | municipiul București | Calea Victoriei 13 sector 3 44.4317°N 26.0972°E | 1896 - 1900 Paul Gottereau (arhitect)                                                       | Alte imagini          | Raportează eroare |
| B-II-m-B-19846                                      | Palatul Dacia                                                                    | municipiul București | Calea Victoriei 14 sector 3 | 1874                                                                                        | Alte imagini          | Raportează eroare |
| B-II-a-A-19837                                      | Ansamblul de arhitectură „Pasajul Macca-Villacrosse”                             | municipiul București | Calea Victoriei 16-20 sector 3, Str. Eugeniu Carada 5-7 sector 3, Pasajul Macca- Villacrosse sector 3 44.43308°N 26.09871°E | sf. sec. XIX - prima jum. sec. XX Filip Xenopol (arhitect)                                  |                       | Raportează eroare |
| B-II-m-B-19847                                      | Magazinul Victoria, fost La Fayette                                              | municipiul București | Calea Victoriei 17 sector 3 44.4317°N 26.0965°E | sf. sec. XIX - prima jum. sec. XX Oskar Maugsch, Herman Clejan (arhitecți)                  |                       | Raportează eroare |
| B-II-m-B-19848                                      | Banca de Comerț Exterior                                                         | municipiul București | Calea Victoriei 22 sector 3 | sf. sec. XIX - prima jum. sec. XX                                                           |                       | Raportează eroare |
| B-II-m-B-19849                                      | Imobil                                                                           | municipiul București | Calea Victoriei 23 sector 3 44.41879°N 26.11404°E | sf. sec. XIX - prima jum. sec. XX                                                           | Încarcă foto \| video | Raportează eroare |
| B-II-m-B-19850                                      | Imobil                                                                           | municipiul București | Calea Victoriei 26 sector 3 | înc.sec. XX                                                                                 |                       | Raportează eroare |
| B-II-m-B-19851                                      | Imobil „Frascati”                                                                | municipiul București | Calea Victoriei 33 sector 3 | prima jum. sec. XX                                                                          |                       | Raportează eroare |
| B-II-m-B-19857                                      | Palatul „Imobiliara”                                                             | municipiul București | Calea Victoriei 48-50 sector 3 | sf. sec. XIX - prima jum. sec. XX                                                           |                       | Raportează eroare |
| B-II-m-B-19882                                      | Biserica „Înălțarea Domnului” - Târcă                                            | municipiul București | Calea Vitan 142 sector 3 44.41362°N 26.13313°E | 1820                                                                                        |                       | Raportează eroare |
| B-II-m-B-19883                                      | Casă                                                                             | municipiul București | Str. Vlad Județul 16 sector 3 44.42042°N 26.12867°E | prima jum. sec. XX                                                                          |                       | Raportează eroare |
| B-II-m-B-19884                                      | Casă                                                                             | municipiul București | Str. Vlad Județul 18 sector 3 | prima jum. sec. XX                                                                          | Încarcă foto \| video | Raportează eroare |
| B-II-m-B-19885                                      | Casă                                                                             | municipiul București | Str. Vlad Județul 19 sector 3 | prima jum. sec. XX                                                                          | Încarcă foto \| video | Raportează eroare |
| B-II-m-B-19886                                      | Casă                                                                             | municipiul București | Str. Vlad Județul 27 sector 3 | prima jum. sec. XX                                                                          | Încarcă foto \| video | Raportează eroare |
| B-II-m-B-19887                                      | Casă                                                                             | municipiul București | Str. Vlad Județul 28 sector 3 | prima jum. sec. XX                                                                          | Încarcă foto \| video | Raportează eroare |
| B-II-m-B-19888                                      | Casă                                                                             | municipiul București | Str. Vlad Județul 33 sector 3 44.42127°N 26.12882°E | prima jum. sec. XX                                                                          |                       | Raportează eroare |
| B-II-m-B-19889                                      | Casă                                                                             | municipiul București | Str. Vlad Județul 34 sector 3 44.42132°N 26.12917°E | prima jum. sec. XX                                                                          |                       | Raportează eroare |
| B-II-m-B-19890                                      | Casă                                                                             | municipiul București | Str. Vlad Județul 39 sector 3 | prima jum. sec. XX                                                                          | Încarcă foto \| video | Raportează eroare |
| B-II-m-B-19891                                      | Casă                                                                             | municipiul București | Str. Vlad Județul 51 sector 3 26.13009°N 44.4227°E | prima jum. sec. XX Victor Asquini (1892-1969) (arhitect)                                    |                       | Raportează eroare |
| B-II-m-B-19898                                      | Casă                                                                             | municipiul București | Str. Voinescu Ion 13 sector 3 | prima jum. sec. XX                                                                          | Încarcă foto \| video | Raportează eroare |
| B-II-m-B-19899                                      | Casă                                                                             | municipiul București | Str. Voinescu Ion 16 sector 3 | prima jum. sec. XX                                                                          | Încarcă foto \| video | Raportează eroare |
| B-II-m-B-19900                                      | Casă                                                                             | municipiul București | Str. Voinescu Ion 17 sector 3 | prima jum. sec. XX                                                                          | Încarcă foto \| video | Raportează eroare |
| B-II-m-B-19901                                      | Casă                                                                             | municipiul București | Str. Voinescu Ion 19 sector 3 | prima jum. sec. XX                                                                          | Încarcă foto \| video | Raportează eroare |
| B-II-m-B-19903                                      | Casă                                                                             | municipiul București | Str. Voinescu Ion 24 sector 3 | prima jum. sec. XX                                                                          | Încarcă foto \| video | Raportează eroare |
| B-II-m-B-19904                                      | Casă                                                                             | municipiul București | Str. Voinicului 2bis sector 3 44.42752°N 26.12339°E | prima jum. sec. XX                                                                          | Încarcă foto \| video | Raportează eroare |
| B-II-m-B-19906                                      | Casă                                                                             | municipiul București | Str. Vulcan Județul 9 sector 3 | prima jum. sec. XX                                                                          | Încarcă foto \| video | Raportează eroare |
| B-II-m-B-19907                                      | Casă                                                                             | municipiul București | Str. Vulcan Județul 16 sector 3 | prima jum. sec. XX                                                                          | Încarcă foto \| video | Raportează eroare |
| B-II-m-B-19908                                      | Casă                                                                             | municipiul București | Str. Vulcan Județul 21 sector 3 | prima jum. sec. XX                                                                          | Încarcă foto \| video | Raportează eroare |
| B-II-m-B-19940                                      | Casă                                                                             | municipiul București | Str. Vulturilor 3 sector 3 | sf. sec. XIX - prima jum. sec. XX                                                           | Încarcă foto \| video | Raportează eroare |
| B-III-m-B-19962 (LMI92: 41D0022)                    | Statuia spătarului Mihail Cantacuzino                                            | municipiul București | Bd. Brătianu I. C. 1 sector 3, în curtea Spitalului Colțea 44.4343°N 26.1032°E | 1865 - 1869 Karl Storck (sculptor)                                                          | Alte imagini          | Raportează eroare |
| B-III-m-B-19963                                     | Placă comemorativă (1)                                                           | municipiul București | Bd. Brătianu I. C. 1 sector 3, pe zidul Spitalului Colțea |                                                                                             |                       | Raportează eroare |
| B-III-m-B-19964                                     | Placă comemorativă (2)                                                           | municipiul București | Bd. Brătianu I. C. 1 sector 3, pe zidul Spitalului Colțea | 14 decembrie 1979                                                                           |                       | Raportează eroare |
| B-III-m-A-19965                                     | Statuia lui Constantin Brâncoveanu                                               | municipiul București | Bd. Brătianu I. C. 27 sector 3, în curtea Bisericii Sf. Gheorghe Nou 44.43238°N 26.10406°E | 1939 Oscar Han (sculptor)                                                                   | Încarcă foto \| video | Raportează eroare |
| B-III-m-B-20002                                     | Bustul lui A. T. Laurian                                                         | municipiul București | Piața Laurian A. T. f.n. sector 3 44.43066°N 26.11209°E | 1903 Constantin Bălăcescu (sculptor)                                                        | Alte imagini          | Raportează eroare |
| B-III-m-B-20008                                     | Bustul lui Anton Pann                                                            | municipiul București | Str. Logofătul Udriște 6-8 sector 3, în curtea Bisericii Lucaci 44.4311°N 26.11323°E | Dimitrie D. Mirea (sculptor)                                                                |                       | Raportează eroare |
| B-III-m-B-19957                                     | Bustul lui Matei Basarab                                                         | municipiul București | Str. Matei Basarab 32-34 sector 3, în curtea Colegiului Național „Matei Basarab” 44.43042°N 26.11371°E | 1943 Maria Grigorescu-Vasilovici (sculptor)                                                 |                       | Raportează eroare |
| B-III-m-B-19958                                     | Placă comemorativă                                                               | municipiul București | Str. Matei Basarab 32-34 sector 3, pe zidul corpului central al Colegiului Național „Matei Basarab” 44.43042°N 26.11371°E |                                                                                             | Încarcă foto \| video | Raportează eroare |
| B-III-m-B-20018                                     | Monumentul eroilor căzuți în primul și al doilea război mondial                  | municipiul București | Bd. Pallady Theodor f.n. sector 3 44.41258°N 26.16346°E | 1932 Spiridon Georgescu (sculptor)                                                          | Încarcă foto \| video | Raportează eroare |
| B-III-m-A-20057                                     | Statuia lui Mihai Viteazul                                                       | municipiul București | Piața Universității f.n. sector 3 44.43491°N 26.10125°E | 1874 Albert-Ernest Carrier-Belleuse (sculptor)                                              | Alte imagini          | Raportează eroare |
| B-III-m-A-20058                                     | Statuia lui Ion Heliade Rădulescu                                                | municipiul București | Piața Universității f.n. sector 3 44.43513°N 26.10139°E | 1879-1881 Ettore Ferrari (sculptor)                                                         | Alte imagini          | Raportează eroare |
| B-III-m-A-20059                                     | Statuia lui Gheorghe Lazăr                                                       | municipiul București | Piața Universității f.n. sector 3 | 1885-1886 Ion Georgescu (sculptor)                                                          | Alte imagini          | Raportează eroare |
| B-III-m-A-20060                                     | Statuia lui Spiru Haret                                                          | municipiul București | Piața Universității f.n. sector 3 | 1935 Ion Jalea (sculptor)                                                                   |                       | Raportează eroare |
| B-IV-m-B-20106                                      | Piatra de mormânt a lui Anton Pann                                               | municipiul București | Str. Logofătul Udriște 6-8 sector 3, în curtea Bisericii Lucaci 44.43121°N 26.11336°E |                                                                                             |                       | Raportează eroare |
| B-IV-m-B-20119                                      | Cruce de piatră                                                                  | municipiul București | Str. Țepeș Vodă f.n. sector 3, la intersecția cu str. Cireșului | 1852                                                                                        | Încarcă foto \| video | Raportează eroare |
| B-IV-m-B-20120 (RAN: 179132.145)                    | Cruce de piatră                                                                  | municipiul București | Str. Țepeș Vodă 62-64 sector 3, în dreptul caselor de la nr. 62-64 | înc. sec. XVIII                                                                             | Încarcă foto \| video | Raportează eroare |